# Список глав Никарагуа
Список глав Никарагуа включает в себя лиц, являвшихся таковыми в Никарагуа с момента обретения страной независимости от испанской короны, включая периоды её включения в состав мексиканской империи Итурбиде () и вхождения в состав Соединённых провинций Центральной Америки (1824—1825) и Федерации Центральной Америки (1825—1838) ().
В настоящее время главами государства и правительства являются Сопрезиденты Республики Никарагуа (исп. Co-presidentes de la República de Nicaragua), диархия двух должностных лиц была установлена проведённой 30 января 2025 года конституционной реформой. Установлен шестилетний срок полномочий сопрезидентов, избираемых всеобщим голосованием на прямых выборах по единому списку, при этом в случае смерти (или невозможности исполнять полномочия) одного из них второй продолжит исполнение обязанностей главы государства до завершения каденции без проведения довыборов.
Официальной резиденцией глав государства с 1999 года является Народный дом (исп. La Casa de los Pueblos), также известный как «Оранжевый дом» (исп. Casa Naranja), однако после инаугурации в 2007 году Даниэля Ортеги он используется исключительно для торжественных церемоний и приёма гостей во время государственных визитов.
Применённая в первом столбце таблиц нумерация является условной. Также условным является использование в первых столбцах цветовой заливки, служащей для упрощения восприятия принадлежности лиц к различным политическим силам без необходимости обращения к столбцу, отражающему партийную принадлежность. В случае, если продолжающиеся полномочия главы государства имели различный характер и основания (например, единый срок нахождения во главе государства лица, исполняющего обязанности временно до периода конституционных полномочий), это показано раздельно. В столбце «Выборы» отражены состоявшиеся выборные процедуры или иные основания, по которым лицо стало главой государства. Наряду с партийной принадлежностью, в столбце «Партия» также отражён внепартийный (независимый) статус персоналий, или их принадлежность к вооружённым силам, когда они выступали как самостоятельная политическая сила.

## Провинция Никарагуа (1821—1825)
Провинциальная депутация (исп. Diputación Provincial) генерал-капитанства Гватемала 15 сентября 1821 года по инициативе генерал-капитана и генерал-интенданта Габино Гайнсы приняла Акт о независимости Центральной Америки от испанской монархии, предложив провинциям генерал-капитанства, в их числе провинции Никарагуа и Коста-Рика, направить делегатов на общий конгресс для решения вопроса о суверенитете или присоединении к мексиканской империи. Находящиеся в никарагуанском Сантьяго-де-лос-Кабальерос-де-Леоне власти провинции 28 сентября 1821 года в ожидании развития событий провозгласили её отделение от генерал-капитанства, однако 11 октября 1821 года подписали акт о независимости от Испании в пользу включения в состав Мексики (что подтвердил декрет Агустина I от 5 января 1822 года). Выступившая против прекращения отношений с Гватемалой знать Сантьяго-де-Гранады отказалась подчиниться властям Леона и сформировала 22 ноября 1821 года Правительственную хунту, признанную Гватемалой как орган управления Никарагуа. С другой стороны, созданная в Коста-Рике Хунта народных легатов (исп. Junta de Legados de los Pueblos) постановила отделить её от Никарагуа и разработала основополагающий Пакт согласия, подписанный 1 декабря 1821 года и ставший временной конституцией Коста-Рики, что означало политическое разделение двух стран.
22 июня 1822 года Гайнса передал полномочия командующему направленных императором войск Висенте Филисоле, который завершил аннексию, подавив сопротивление правящей хунты Сан-Сальвадора к началу 1823 года, однако уже 19 марта 1823 года император бежал в Европу. 29 марта 1823 года Филисола принял решение созвать предусмотренный Актом о независимости 1821 года конгресс провинций, который открылся 29 июня 1823 года под председательством лидера сальвадорского сопротивления Хосе Матиаса Дельгадо, сразу признав присоединение к Мексике незаконным и насильственным. В Никарагуа действия Филисолы привели к созданию противостоящих провинциальных правительств в Леоне, где временная правящая хунта во главе с Педро Солисом Тераном 17 апреля 1823 года объявила провинцию сиротой (исп. orphan) и таким образом приобретшей суверенитет, с одной стороны, и Гранадой, где 20 апреля 1823 года Хосе Анаклето Бермудес был провозглашён главнокомандующим сил защиты и освобождения Гранады (исп. General en Jefe del Ejército Protector y Libertador de Granada), который учредил революционную хунту (существуют разные версии о её полномочиях или о существовании двух разных хунт — правящей и революционной), с другой стороны.
Созванный Филисолой центральноамериканский конгресс 1 июля 1823 года принял Декларацию о полной независимости Центральной Америки, поддержанную на другой день обоими никарагуанскими правительствами, продолжившими противостояние. После создания 10 июля 1823 года Соединённых провинций Центральной Америки (исп. Provincias Unidas del Centro de América) в Никарагуа фрагментация управления продолжилась формированием правящих хунт в Манагуа и Нуэстра-Сеньора-де-ла-Консепсьон-де-Эль-Вьехо.
Работавшая в Ла-Нуэва-Гватемала-да-ла-Асунсьоне Конституционная ассамблея предприняла первую неудачную попытку прекратить никарагуанское противостояние, назначив верховным политическим главой и интендантом провинции Хосе Хусто Милья Пинеду Арриагу (февраль—май 1824 года). Вторая попытка оказалась удачной: назначенный 10 октября 1824 года миротворцем Никарагуа и комиссаром верховного правительства (исп. Pacificador de Nicaragua y Comisionado del Supremo Gobierno) Мануэль Арсу-и-Дельгадо после провальной попытки создать из представителей местных сил и возглавить главную правящую хунту Никарагуа (исп. Junta gubernativa general de Nicaragua), в декабре—январе 1825 года смог силой установить контроль над территорией и распустить местные конкурирующие хунты.
В связи с отсутствием в Никарагуа доминирующего центра государственного управления в этот период в столбце «Область» указана основная контролируемая соответствующим лицом или правительством территория.
|        | Герб города | Имя (годы жизни) | Полномочия       | Полномочия      | Выборы                                        | Должность | Область                                       | Пр.    |
| Начало | Герб города | Имя (годы жизни) | Окончание        |                 | Выборы                                        | Должность | Область                                       | Пр.    |
| ------ | --- | --- | ---------------- | --------------- | --------------------------------------------- | --- | --------------------------------------------- | ------ |
|        | | Мигель Гонсалес Саравия-и-Коларте (1788—1848) исп. Miguel González Saravia y Colarte | 28 сентября 1821 | 12 октября 1821 | [ комм. 6 ]                                   | верховный политический глава провинции и интендант исп. Jefe político superior de la Provincia e Intendente             | Сантьяго-де-лос-Кабальерос-де-Леон            | [ 11 ] |
|        | | Правительственная хунта в составе: Пио Хосе Домитило Боланьос Томеу Сантелис Моралес (1786—1852) исп. Pío José Domitilo Bolaños Thomeu Santeliz Morales Рафаэль Брисеньо исп. Rafael Briceño Фелипе Аргуэльо Молина исп. Felipe Argüello Molina Дионисио дель Кастильо исп. Dionisio del Castillo | 22 ноября 1821   | 4 февраля 1822  | [ комм. 8 ]                                   | правящая хунта исп. Junta gubernativa                                                                                   | Сантьяго-де-Гранада                           | [ 12 ] |
|        | | Педро Солис Теран (?—?) исп. Pedro Solís Terán | 17 апреля 1823   | 4 января 1825   | [ комм. 10 ]                                  | первый гласный временной правящей хунты провинции исп. Primer Vocal de la Junta provisional gubernativa de la Provincia | Сантьяго-де-лос-Кабальерос-де-Леон            | [ 11 ] |
|        | | Хосе Анаклето Бермудес (1778—1830) исп. José Anacleto Bermúdez | 20 апреля 1823   | 2 июля 1823     | [ комм. 12 ]                                  | главнокомандующий сил защиты и освобождения Гранады исп. General en Jefe del Ejército Protector y Libertador de Granada | Сантьяго-де-Гранада                           | [ 12 ] |
|        | Правящая хунта в составе: Николас де ла Роча Сапата (1774—1846) исп. Nicolás de la Rocha Zapata Хосе Антонио Веласкес исп. José Antonio Velázquez Бернабе Монтиэль исп. Bernabé Montiel Венансио Фернандес исп. Venancio Fernández | 1823 | 20 апреля 1823   | [ комм. 13 ]    | правящая хунта исп. Junta gubernativa         | | Сантьяго-де-Гранада                           | [ 12 ] |
|        | Революционная хунта в составе: Хосе Анаклето Бермудес (1778—1830) исп. José Anacleto Bermúdez Николас де ла Роча Сапата (1774—1846) исп. Nicolás de la Rocha Zapata Мануэль Сандоваль исп. Manuel Sandoval Раймундо Тиффер исп. Raimundo Tiffer Хуан Игнасио Маренко-и-Лопес дель Корраль исп. Juan Ignacio Marenco y López del Corral Солано Кастрильо исп. Solano Castrillo | 1823 | январь 1825      | [ комм. 15 ]    | революционная хунта исп. Junta revolucionaria | | Сантьяго-де-Гранада                           | [ 12 ] |
|        | | Поликарпо Иригойен (1775—1829) исп. Policarpo Irigoyen | июль 1824        | 22 января 1825  | [ комм. 16 ]                                  | президент правящей хунты исп. Presidente de la Junta gubernativa                                                        | Манагуа                                       | [ 16 ] |
|        | | Хуан Баутиста Саласар (?—?) исп. Juan Bautista Salazar | 9 августа 1824   | 27 декабря 1824 | [ комм. 17 ]                                  | президент правящей хунты исп. Presidente de la Junta gubernativa                                                        | Нуэстра-Сеньора-де-ла-Консепсьон-де-Эль-Вьехо | [ 17 ] |

Главы Никарагуа, утверждённые федеральным правительством Соединённых провинций Центральной Америки:
|                | Портрет         | Имя (годы жизни)                                                                 | Полномочия      | Полномочия                                                                                              | Выборы       | Должность | Пр.                  |
| Начало         | Портрет         | Имя (годы жизни)                                                                 | Окончание       | | Выборы       | Должность | Пр.                  |
| -------------- | --------------- | -------------------------------------------------------------------------------- | --------------- | --- | ------------ | --- | -------------------- |
|                |                 | Хосе Хусто Милья Пинеда Арриага (1794—1838) исп. José Justo Milla Pineda Arriaga | 11 февраля 1824 | 4 мая 1824                                                                                              | [ комм. 18 ] | верховный политический глава и интендант провинции Никарагуа исп. Jefe político superior e Intendente de la Provincia de Nicaragua | [ 18 ] [ 19 ] [ 20 ] |
|                |                 | Мануэль Арсу-и-Дельгадо-и-Нахера (1775—1835) исп. Manuel Arzú y Delgado y Nájera | 10 октября 1824 | 22 апреля 1825                                                                                          | [ комм. 19 ] | миротворец Никарагуа и комиссар верховного правительства исп. Pacificador de Nicaragua y Comisionado del Supremo Gobierno          | [ 18 ]               |
| 12 ноября 1824 | 26 декабря 1824 | Мануэль Арсу-и-Дельгадо-и-Нахера (1775—1835) исп. Manuel Arzú y Delgado y Nájera | [ комм. 21 ]    | президент главной правящей хунты Никарагуа исп. Presidente de la Junta gubernativa general de Nicaragua |              | | [ 18 ]               |

## В составе Соединённых провинций и Федерации (1824—1838)
Этот раздел о главах Никарагуа — государства в составе Соединённых провинций Центральной Америки (1824—1825) и Федерации Центральной Америки (1825—1838).
О главах федеративного государства см. Список глав союзов центральноамериканских государств.
22 ноября 1824 года Конституционная национальная ассамблея Центральной Америки утвердила постоянную конституцию, по которой страна получила название Федерация Центральной Америки (исп. Federación de Centro América), при этом в официальных документах повсеместно использовалось название Федеративная Республика Центральной Америки (исп. República Federal de Centro América), оно же было указано на гербе страны. 22 апреля 1825 года Конституционная ассамблея Никарагуа избрала на четырёхлетний срок главой и вице-главой государства в составе федерации Мануэля Антонио де ла Серду и Хуана Аргуэльо, однако в ноябре 1825 года Серда был обвинён в злоупотреблении властью и отстранён. Первая конституция Никарагуа была принята 8 апреля 1826 года, после её вступления в силу 22 апреля 1826 года полномочия Серды были официально прекращены. Аргуэльо, исполнявший его обязанности, добился 13 августа 1826 года провозглашения себя верховным главой (чему предшествовали выборы, проведённые Законодательной ассамблеей, преемницей Конституционной ассамблеи, на которых ни один из двух кандидатов не получил преимущества). Часть законодателей не согласилась с этим решением и, выехав из Леона в Гранаду и кооптировав в свой состав местных представителей, возобновила работу в малом составе (получив прозвище «ассамблейка», исп. La Asambleíta); 17 сентября 1826 года ими был назначен главный советник государства, ответственный за исполнительную власть (исп. Consejero Jefe del Estado, encargado del Poder Ejecutivo) Педро Бенито Пинеда. Аргуэльо смог инспирировать восстание против Пинеды, 26 февраля 1827 года тот был пленён и расстрелян спустя два месяца. Муниципалитеты Манагуа и Риваса, ставшие опорой противников Аргуэльо, после падения Пинеды объявили состояние безвластия и призвали Серду вернуться к власти (поскольку четырёхлетний срок его полномочий формально не истёк); 27 февраля 1827 года Серда в Манагуа дал на это согласие.
14 сентября 1827 года в Леоне поднял мятеж и провозгласил себя главнокомандующим армией полковник Хосе Анаклето Бермудес; изгнав Аргуэльо в Сан-Сальвадор, он передал гражданское управление Педро Овьедо как временному главе. В декабре 1827 года Овьедо и Анаклето были свергнуты леонским гарнизоном, после чего в стране установился период хаоса. 5 августа 1828 года вернувшийся в страну Аргуэльо создал правительство в Гранаде, а затем перевёл его в Ривас, где 31 октября 1829 года организовал под своим патронажем сессию Законодательного собрания провинции, избравшего верховным главой направленного федеральным правительством гондурасского либерала Дионисио Эрреру. До его прибытия, отложенного на месяцы, ответственным за исполнительную власть 8 ноября 1829 года стал Хуан Эспиноса. Принявший полномочия 10 мая 1830 года Эррера оставил правительство в ноябре 1833 года, а в декабре ответственность за исполнительную власть принял Бенито Моралес. Правительственный совет признал недостаточной компетенцию и положение в обществе Моралеса и передал его полномочия 10 марта 1834 года Хосе Нуньесу, исполнявшего их до вступления в должность 23 апреля 1835 года избранного верховным главой Хосе Сепеды, сам получив пост вице-главы. После убийства Сепеды 25 января 1837 года Нуньес вновь стал ответственным за исполнительную власть, а 13 марта 1838 года был избран верховным главой. Воспользовавшись мандатом, 2 мая 1838 года Нуньес заявил о выходе Никарагуа из федерации.
Курсивом и серым цветом выделены даты начала и окончания полномочий лиц, временно замещающих конституционного главу государства или создавших альтернативные центральному правительству органы власти.
|                      | Портрет         | Имя (годы жизни) | Полномочия       | Полномочия      | Выборы                                                   | Должность | Пр.           |
| Начало               | Портрет         | Имя (годы жизни) | Окончание        |                 | Выборы                                                   | Должность | Пр.           |
| -------------------- | --------------- | --- | ---------------- | --------------- | -------------------------------------------------------- | --- | ------------- |
| 1                    |                 | Мануэль Антонио де ла Серда-и-Агилар (1780—1828) исп. Manuel Antonio de la Cerda y Aguilar                                         | 22 апреля 1825   | 22 апреля 1826  | [ комм. 25 ]                                             | верховный глава государства исп. Jefe supremo del Estado | [ 27 ] [ 28 ] |
| и. о.                |                 | Хуан Аргуэльо дель Кастильо-и-Гусман (1778—1830) исп. Juan Argüello del Castillo y Guzmán                                          | ноябрь 1825      | 22 апреля 1826  | [ комм. 26 ]                                             | вице-глава государства, ответственный за исполнительную власть исп. Vice Jefe del Estado de Nicaragua, encargado del Poder Ejecutivo                                                | [ 29 ]        |
| и. о.                | 22 апреля 1826  | Хуан Аргуэльо дель Кастильо-и-Гусман (1778—1830) исп. Juan Argüello del Castillo y Guzmán                                          | 13 августа 1826  | [ комм. 27 ]    |                                                          | вице-глава государства, ответственный за исполнительную власть исп. Vice Jefe del Estado de Nicaragua, encargado del Poder Ejecutivo                                                | [ 29 ]        |
| 2 (I)                | 13 августа 1826 | Хуан Аргуэльо дель Кастильо-и-Гусман (1778—1830) исп. Juan Argüello del Castillo y Guzmán                                          | 14 сентября 1827 | [ комм. 29 ]    | верховный глава государства исп. Jefe supremo del Estado | | [ 29 ]        |
| —                    |                 | Педро Бенито Пинеда де Леон (?—1827) исп. Pedro Benito Pineda de León                                                              | 17 сентября 1826 | 26 февраля 1827 | [ комм. 31 ]                                             | главный советник государства, ответственный за исполнительную власть (в Сантьяго-де-Гранаде) исп. Consejero Jefe del Estado, encargado del Poder Ejecutivo (en Santiago de Granada) | [ 30 ]        |
| —                    |                 | Мануэль Антонио де ла Серда-и-Агилар (1780—1828) исп. Manuel Antonio de la Cerda y Aguilar                                         | 27 февраля 1827  | 7 ноября 1828   | [ комм. 33 ]                                             | верховный глава государства (в Манагуа и Ривасе) исп. Jefe supremo del Estado (en Managua y Rivas)                                                                                  | [ 27 ] [ 28 ] |
| 3                    |                 | Педро Овьедо де Чинандега (1792—1842) исп. Pedro Oviedo de Chinandega                                                              | 14 сентября 1827 | декабрь 1827    | [ комм. 35 ]                                             | временный глава государства исп. Jefe provisional del Estado | [ 24 ]        |
| соперничающие власти |                 | |                  |                 |                                                          | |               |
| 2 (II)               |                 | Хуан Аргуэльо дель Кастильо-и-Гусман (1778—1830) исп. Juan Argüello del Castillo y Guzmán                                          | 5 августа 1828   | 8 ноября 1829   | [ комм. 37 ]                                             | верховный глава государства исп. Jefe supremo del Estado | [ 29 ]        |
| и. о.                |                 | Хуан Эспиноса (?—?) исп. Juan Espinosa                                                                                             | 8 ноября 1829    | 10 мая 1830     | [ комм. 38 ]                                             | главный советник государства, ответственный за исполнительную власть исп. Consejero Jefe del Estado, encargado del Poder Ejecutivo                                                  | [ 24 ]        |
| 4                    |                 | Хосе Дионисио де ла Тринидад де Эррера-и-Диас дель Валье (1781—1850) исп. José Dionisio de la Trinidad de Herrera y Díaz del Valle | 10 мая 1830      | ноябрь 1833     | [ комм. 41 ]                                             | верховный глава государства исп. Jefe Supremo del Estado | [ 31 ]        |
| и. о.                |                 | Бенито Моралес (1803—1889) исп. Benito Morales                                                                                     | декабрь 1833     | 10 марта 1834   | [ комм. 43 ]                                             | главный советник государства, ответственный за исполнительную власть исп. Consejero Jefe del Estado, encargado del Poder Ejecutivo                                                  | [ 32 ]        |
| и. о.                |                 | Хосе Нуньес (1800—1880) исп. José Núñez                                                                                            | 10 марта 1834    | 23 апреля 1835  | [ комм. 43 ]                                             | главный советник государства, ответственный за исполнительную власть исп. Consejero Jefe del Estado, encargado del Poder Ejecutivo                                                  | [ 33 ]        |
| 5                    |                 | Хосе Сепеда Леон (1784—1837) исп. José Zepeda León                                                                                 | 23 апреля 1835   | 25 января 1837  | [ комм. 46 ]                                             | верховный глава государства исп. Jefe supremo del Estado | [ 34 ] [ 35 ] |
| и. о.                |                 | Хосе Нуньес (1800—1880) исп. José Núñez                                                                                            | 25 января 1837   | 12 января 1838  | [ комм. 47 ]                                             | вице-глава государства, ответственный за исполнительную власть исп. Vice Jefe del Estado, encargado del Poder Ejecutivo                                                             | [ 33 ]        |
| и. о.                |                 | Франсиско Хименес Рубио (?—?) исп. Francisco Jiménez Rubio                                                                         | 12 января 1838   | 13 марта 1838   | [ комм. 48 ]                                             | советник государства, ответственный за исполнительную власть исп. Consejero del Estado, encargado del Poder Ejecutivo                                                               | [ 36 ]        |
| 6                    |                 | Хосе Нуньес (1800—1880) исп. José Núñez                                                                                            | 13 марта 1838    | 2 мая 1838      | [ комм. 46 ]                                             | верховный глава государства исп. Jefe supremo del Estado | [ 33 ]        |

## Период директората (1838—1854)
2 мая 1838 года был обнародован декрет, гласивший, что:
|                                        | El Estado de Nicaragua es libre e independiente, sin más restricción que la que se imponga en el nuevo pacto, que celebre con los otros Estados de Centro América. |  | Государство Никарагуа является свободным и независимым, без каких-либо ограничений, кроме предусмотренных в новом пакте, который оно заключит с другими центральноамериканскими государствами. |  |
| Декрет, обнародованный 2 мая 1838 года | |  | |  |

После вступления в силу 17 октября 1838 года новой конституции высший государственный пост Никарагуа получил наименование верховный директор государства (исп. Director supremo del Estado), был установлен двухлетний период его полномочий. 5 января 1839 года Нуньес, получивший от Законодательной ассамблеи почётный титул «Спаситель Отечества» (исп. Salvador de la Patria), подал в отставку для создания условий по завершению переходного периода, указав преемником Хоакина дель Коссио, избранного вместе с ним вице-главой, но из-за невозможности их оперативного принятия самим Коссио, они перешли к советнику Эваристо Роче (последующая дата их принятия Коссио неизвестна). 15 мая 1839 года временным верховным директором был избран Патрисио Ривас, а 21 мая 1839 года на постоянной основе — Коссио, после чего внутри правящей группировки неоднократно происходила досрочная передача поста верховного директора (первые выборы по новой конституционной процедуре состоялись в марте 1841 года).
Новой попыткой объединения Центральной Америки стала Центральноамериканская Конфедерация (исп. Confederación de Centroamérica), образованная в 1842 году Сальвадором, Гондурасом и Никарагуа. Представители этих государств собрались 17 марта 1842 года в никарагуанском городе Чинандега на конвенцию и подписали 27 июля 1842 года пакт о создании единых органов законодательной, исполнительной и судебной власти. 29 марта 1844 года собравшиеся в сальвадорском городе Сан-Висенте делегаты дьеты (исп. Dieta) избрали главой исполнительной власти верховного делегата (исп. Supremo Delegado) Фруто Чаморро. Его полномочия оставались номинальными при сохранении фактической полноты власти у глав трёх государств-членов и были прекращены 1 декабря того же года; в 1845 году он безрезультатно предлагал трём государствам проект нового договора, к этому времени их союз де-факто был прекращён.
В 1841 году на первых прямых выборах победил Пабло Буитраго, через 2 года выборы не смогли выявить победителя и Законодательная ассамблея сначала назначила исполнять обязанности сенатора Хуана де Диас Ороско, а затем сама избрала Мануэля Переса. Оказав военную поддержку сальвадорскому президенту Франсиско Малеспине в войне против Гватемалы, Перес был лишён полномочий парламентариями, передавшими их сенатору Эмилиано Мадрису (подавить сопротивление Переса удалось 4 октября 1844 года). Малеспин, решив оказать встречную поддержку Пересу, осадил в Сантьяго-де-лос-Кабальерос-де-Леоне силы Мадриса. Муниципалитеты Сантьяго-де-Гранады и Риваса не стали поддерживать Леон, создав вместо этого 16 декабря 1844 года новое правительство в Масае, которое возглавил Сильвестре Сельва, передавший полномочия 20 января 1845 года Мануэлю Антонио Блас Саэнсу. Леон был взят и разграблен после 45-дневной осады 24 января 1845 года, на следующий день Мадрис был казнён, что позволило считать правительство Саэнсы общенациональным. Собравшиеся в Масае парламентарии избрали 4 апреля 1845 года верховным директором Хосе Леона Сандоваля. В 1847 году со второй попытки главой был избран Хосе Мария Герреро де Аркос (между двумя голосованиями пост замещал сенатор Мигель Рамон Моралес), ушедший досрочно в отставку 1 января 1849 года по состоянию здоровья; вследствие этого до вступления на пост 1 апреля 1849 года Норберто Рамиреса Ареаса обязанности возлагались последовательно на двух сенаторов.

Герб ФЦА

В ноябре 1849 года в Леоне начала работу конференция представителей Никарагуа, Гондураса и Сальвадора. 8 ноября 1849 года ими было подписано соглашение о создании Национального представительства Центральной Америки (исп. Representación Nacional de Centroamérica), формируемого парламентами стран, с целью унификации политики, установления единого международного представительства и создания общих властных институтов трёх стран. Первая встреча избранных представителей состоялась 9 января 1851 года в Чинандеге (Никарагуа), в январе 1852 года со второй попытки они добились от национальных правительств созыва Конституционной ассамблеи Центральной Америки (исп. Asamblea Constituyente de Centroamérica), которая вскоре одобрила Национальный Статут Центральной Америки и избрала её временным президентом Хосе Тринидада Кабаньяса, а после его отказа принять пост — Франсиско Кастельона. Однако отказ Никарагуа и Гондураса ратифицировать принятый статут прервал интеграционный процесс.
Избранный в 1851 году Хосе Лауреано Пинеда был свергнут 4 августа 1851 года в результате переворота, совершённого генералом Хосе Тринидадом Муньосом, и бежал в Гондурас. Во главе правительства в Леоне Муньос поставил сенатора Хусто Абаунсу, его противники 6 августа 1851 года создали в Сантьяго-де-Гранаде правительство во главе с сенатором Хосе Франсиско дель Монтенегро, после неожиданной смерти которого 12 августа 1851 года возглавленное Хосе де Хесусом Альфаро. В ноябре 1851 года Пинеда восстановил контроль над страной, разбив силы Альфаро в Гранаде и вынудив Абаунсу вернуть полномочия, осадив Леон. Историческим стал его декрет от 15 февраля 1852 года о переносе столицы в Манагуа, что предотвратило в дальнейшем историческую конфронтацию Леона и Гранады.
Курсивом и серым цветом выделены даты начала и окончания полномочий лиц, временно замещающих главу государства или создавших альтернативные центральному правительству органы власти.
|         | Портрет        | Имя (годы жизни)                                                                                             | Полномочия      | Полномочия      | Выборы                                                             | Должность | Пр.                  |
| Начало  | Портрет        | Имя (годы жизни)                                                                                             | Окончание       |                 | Выборы                                                             | Должность | Пр.                  |
| ------- | -------------- | --- | --------------- | --------------- | ------------------------------------------------------------------ | --- | -------------------- |
| (6)     |                | Хосе Нуньес (1800—1880) исп. José Núñez                                                                      | 2 мая 1838      | 17 ноября 1838  | [ комм. 51 ]                                                       | верховный глава государства исп. Jefe supremo del Estado                                                                             | [ 33 ]               |
| (6)     | 17 ноября 1838 | Хосе Нуньес (1800—1880) исп. José Núñez                                                                      | 5 января 1839   | [ комм. 53 ]    | верховный директор государства исп. Director supremo del Estado    | | [ 33 ]               |
| и. о.   |                | Эваристо Роча (?—?) исп. Evaristo Rocha                                                                      | 5 января 1839   | 1839            | [ комм. 54 ]                                                       | советник государства, ответственный за исполнительную власть исп. Consejero del Estado, encargado del Poder Ejecutivo                | [ 46 ]               |
| и. о.   |                | Хоакин дель Коссио (1789—?) исп. Joaquín del Cossío                                                          | 1839            | 15 мая 1839     | [ комм. 55 ]                                                       | вице-глава государства, ответственный за исполнительную власть исп. Vice Jefe del Estado de Nicaragua, encargado del Poder Ejecutivo | [ 46 ]               |
| 7 (I)   |                | Патрисио Ривас (1796—1867) исп. Patricio Rivas                                                               | 15 мая 1839     | 21 мая 1839     | [ комм. 46 ]                                                       | временный верховный директор государства исп. supremo Director provisorio del Estado                                                 | [ 47 ] [ 48 ] [ 49 ] |
| 8       |                | Хоакин дель Коссио (1789—?) исп. Joaquín del Cossío                                                          | 21 мая 1839     | 20 октября 1839 | [ комм. 46 ]                                                       | верховный директор государства исп. Director supremo del Estado                                                                      | [ 50 ]               |
| 9       |                | Иларио Ульоа (?—?) исп. Hilario Ulloa                                                                        | 20 октября 1839 | 7 ноября 1839   | [ комм. 46 ]                                                       | верховный директор государства исп. Director supremo del Estado                                                                      | [ 38 ]               |
| 10      |                | Томас Вальядарес (? — до 1850) исп. Tomás Valladares                                                         | 7 ноября 1839   | 27 августа 1840 | [ комм. 46 ]                                                       | верховный директор государства исп. Director supremo del Estado                                                                      | [ 38 ] [ 51 ]        |
| 7 (II)  |                | Патрисио Ривас (1796—1867) исп. Patricio Rivas                                                               | 27 августа 1840 | 4 марта 1841    | [ комм. 46 ]                                                       | верховный директор государства исп. Director supremo del Estado                                                                      | [ 47 ] [ 48 ] [ 52 ] |
| 11      |                | Пабло Санчес де Буитраго Сандовал-и-Бенавенте (1807—1882) исп. Pablo Sánchez de Buitrago Sandoval y Benavent | 4 марта 1841    | 1 апреля 1843   | 1841                                                               | верховный директор государства исп. Director supremo del Estado                                                                      | [ 53 ]               |
| и. о.   |                | Хуан де Диас Ороско (?—?) исп. Juan de Dios Orozco                                                           | 1 апреля 1843   | 31 мая 1843     | [ комм. 57 ]                                                       | сенатор, руководитель государства исп. Senador Director del Estado                                                                   | [ 53 ]               |
| 12      |                | Мануэль Перес (1800—1845) исп. Manuel Pérez                                                                  | 31 мая 1843     | 4 ноября 1844   | [ комм. 46 ]                                                       | верховный директор государства исп. Director supremo del Estado                                                                      | [ 54 ]               |
| и. о.   |                | Эмилиано Мадрис (1800—1844) исп. Emiliano Madriz                                                             | 4 ноября 1844   | 24 января 1845  | [ комм. 60 ]                                                       | сенатор, руководитель государства исп. Senador Director del Estado                                                                   | [ 54 ]               |
| и. о.   |                | Сильвестре Сельва Сакаса (1777—1855) исп. Silvestre Selva Sacasa                                             | 16 декабря 1844 | 20 января 1845  | [ комм. 62 ]                                                       | сенатор, руководитель государства (в Масае) исп. Senador Director del Estado (en Masaya)                                             | [ 55 ]               |
| и. о.   |                | Мануэль Антонио Блас Саэнс (?—?) исп. Manuel Antonio Blas Sáenz                                              | 20 января 1845  | 24 января 1845  | [ комм. 64 ]                                                       | сенатор, руководитель государства (в Масае) исп. Senador Director del Estado (en Masaya)                                             | [ 56 ]               |
| и. о.   | 24 января 1845 | Мануэль Антонио Блас Саэнс (?—?) исп. Manuel Antonio Blas Sáenz                                              | 4 апреля 1845   | [ комм. 63 ]    | сенатор, руководитель государства исп. Senador Director del Estado | | [ 56 ]               |
| 13      |                | Хосе Леон Сандоваль (1789—1854) исп. José León Sandoval                                                      | 4 апреля 1845   | 1 апреля 1847   | [ комм. 46 ]                                                       | верховный директор государства исп. Director supremo del Estado                                                                      | [ 57 ] [ 58 ] [ 59 ] |
| и. о.   |                | Мигель Рамон Моралес (1787—1855) исп. Miguel Ramón Morales                                                   | 1 апреля 1847   | 6 апреля 1847   | [ комм. 65 ]                                                       | сенатор, руководитель государства исп. Senador Director del Estado                                                                   | [ 60 ]               |
| 14      |                | Хосе Мария Герреро де Аркос-и-Молина (1799—1853) исп. José María Guerrero de Arcos y Molina                  | 6 апреля 1847   | 1 января 1849   | 1847                                                               | верховный директор государства исп. Director supremo del Estado                                                                      | [ 61 ]               |
| и. о.   |                | Бернардо Торибио Теран Прадо (1785—?) исп. Bernardo Toribio Terán Prado                                      | 1 января 1849   | 8 марта 1849    | [ комм. 65 ]                                                       | сенатор, руководитель государства исп. Senador Director del Estado                                                                   | [ 62 ]               |
| и. о.   |                | Хосе Бенито Росалес-и-Сандоваль (1795—1850) исп. José Benito Rosales y Sandoval                              | 8 марта 1849    | 1 апреля 1849   | [ комм. 65 ]                                                       | сенатор, руководитель государства исп. Senador Director del Estado                                                                   | [ 62 ]               |
| 15      |                | Норберто Рамирес Ареас (1800—1856) исп. Norberto Ramírez Areas                                               | 1 апреля 1849   | 1 апреля 1851   | 1849                                                               | верховный директор государства исп. Director supremo del Estado                                                                      | [ 63 ]               |
| и. о.   |                | Хосе Хусто Абаунса-и-Муньос де Авилес (1777—1873) исп. José Justo Abaunza y Muñoz de Avilés                  | 3 апреля 1850   | 2 мая 1850      | [ комм. 68 ]                                                       | сенатор, руководитель государства исп. Senador Director del Estado                                                                   | [ 64 ]               |
| и. о.   | 1 апреля 1851  | Хосе Хусто Абаунса-и-Муньос де Авилес (1777—1873) исп. José Justo Abaunza y Muñoz de Avilés                  | 5 мая 1851      | [ комм. 65 ]    | [ 65 ]                                                             | сенатор, руководитель государства исп. Senador Director del Estado                                                                   |                      |
| 16 (I)  |                | Хосе Лауреано Пинеда Угарте (1802—1853) исп. José Laureano Pineda Ugarte                                     | 5 мая 1851      | 4 августа 1851  | 1851                                                               | верховный директор государства исп. Director supremo del Estado                                                                      | [ 45 ]               |
| и. о.   |                | Хосе Хусто Абаунса-и-Муньос де Авилес (1777—1873) исп. José Justo Abaunza y Muñoz de Avilés                  | 5 августа 1851  | 11 ноября 1851  | [ комм. 71 ]                                                       | сенатор, руководитель государства исп. Senador Director del Estado                                                                   | [ 25 ]               |
| и. о.   |                | Хосе Франсиско дель Монтенегро (1800—1851) исп. José Francisco del Montenegro                                | 6 августа 1851  | 12 августа 1851 | [ комм. 73 ]                                                       | сенатор, руководитель государства (в Сантьяго-де-Гранаде) исп. Senador Director del Estado (en Santiago de Granada)                  | [ 66 ]               |
| и. о.   |                | Хосе де Хесусом Альфаро (1800—1855) исп. José de Jesús Alfaro                                                | 12 августа 1851 | 2 ноября 1851   | [ комм. 75 ]                                                       | сенатор, руководитель государства (в Сантьяго-де-Гранаде) исп. Senador Director del Estado (en Santiago de Granada)                  | [ 67 ]               |
| 16 (II) |                | Хосе Лауреано Пинеда Угарте (1802—1853) исп. José Laureano Pineda Ugarte                                     | 12 ноября 1851  | 1 апреля 1853   | [ комм. 77 ]                                                       | верховный директор государства исп. Director supremo del Estado                                                                      | [ 45 ]               |
| 17      |                | Хосе Фруто Чаморро Перес (1804—1855) исп. José Fruto Chamorro Pérez                                          | 1 апреля 1853   | 28 февраля 1854 | 1853                                                               | верховный директор государства исп. Director supremo del Estado                                                                      | [ 68 ] [ 69 ] [ 70 ] |

## Провозглашение республики и «флибустьерская война» (1854—1857)
Начавшая работу 20 января 1854 года в Сантьяго-де-Гранаде Конституционная ассамблея 30 апреля 1854 года приняла новую конституцию, по которой страна получила название Республика Никарагуа (исп. República de Nicaragua), а её главой стал президент республики (исп. President de la República) (в связи с последовавшими событиями конституция практически не применялась, но многие её новации были закреплены в политической культуре). Противники этих нововведений в мае 1854 года подняли восстание с центром в Сантьяго-де-лос-Кабальерос-де-Леоне, получили признание Сальвадора и Гондураса и обратились за помощью к США. Для организации обороны Чаморро возглавил армию, передав полномочия Хосе Марии Эстраде, подтверждённые 12 марта 1855 года после смерти Чаморро от дизентерии Конституционной ассамблеей.
Провозглашённый восставшими в Леоне временным директором государства Франсиско Кастельон с целью обойти американский закон о нейтралитете заключил контракт о привлечении в страну «колонистов» с Уильямом Уокером, который с 56 последователями отправился 3 мая 1855 года из Сан-Франциско; по прибытии в июне к нему примкнули около 170 местных жителей и 100 американцев. После смерти Кастельона от холеры 2 сентября 1855 года восставшие назначили главой сенатора Насарио Эското (фактическим руководителем восстания являлся генерал Понсиано Корраль Акоста). После того как 13 октября 1855 года отряд Уокера взял Гранаду бежавший Эстрада 25 октября 1855 года нашёл убежище в Гондурасе (откуда призвал центральноамериканские страны изгнать Уокера силой), а Эското де-факто стал легитимным главой государства. Победившие в войне Уокер и генерал Корраль Акоста 23 октября 1855 года заключили «Соглашение о мире», по которому боевые действия прекращались, а временным президентом страны на период до 14 месяцев становился Патрисио Ривас (принявший полномочия от Эското 30 октября 1855 года). В июне 1856 года Уокер призвал Риваса провести президентские выборы, однако временный президент бежал в Чинандегу, распространив слух, что готовится его арест; это дало повод Уокеру объявить о низложении Риваса, утвердив 21 июня 1856 года в качестве временного президента Фермина Феррера и подчеркнув, что любой выступивший против новой администрации будет объявлен предателем и подвержен смертной казни.

Принятый Уокером флаг Никарагуа (1856—1857)

Состоявшиеся 29 июня 1856 года выборы прошли с серьёзными нарушениями. Уокер, получивший 15 835 голосов против 4447 голосов, набранных Феррером, подчёркивал массовое участие избирателей, однако корреспондент The New York Times в своём комментарии утверждал, что в ряде населённых пунктов число сторонников Уокера превысило число жителей. Противники Уокера продолжали контролировать большую часть страны, что не помешало Ферреру в Гранаде 12 июля 1856 года принести ему присягу как президенту, а Уокеру в инаугурационной речи заявить о намерении создать федеральное правительство всей Центральной Америки и Кубы (что противоречило стремлению многих его сторонников к американской аннексии Никарагуа). Было конфисковано и распродано на аукционах имущество оппозиционеров, восстановлено отменённое в 1824 году рабство (целью этого являлась поддержка южных американских штатов), прибывшим из США «колонистам» переданы государственные земли. В США известия о никарагуанских успехах вызывали восторг публики, однако планы создания федерации-конкурента вызывали опасение.
В день организованных Уокером и Феррером выборов из Гондураса вернулся Эстрада, заявив в приграничном Сомотильо о восстановлении правительства, противостоящего как Уокеру, так и Ривасу (которого считал марионеткой в руках Уокера), однако 13 августа 1856 года Эстрада был убит в Окотале; названный им преемником Никасио дель Кастильо-и-Гусман перевёл правительство в Матагальпу, где организовал встречу представителей легитимистской и демократической партий, подписавших 12 сентября 1856 года «Пакт Провидения» (исп. Pacto Providencial) о сотрудничестве и признании временных полномочий Росаса. Ранее, 18 июля 1856 года правительства других центральноамериканских стран также признали Росаса и подписали договор об организации для «защиты своего суверенитета и независимости» совместной военной интервенции с целью изгнания сил Уокера. В ходе кампании, получившей название «национальная война Никарагуа» (или шире — Центральной Америки) (исп. Guerra Nacional de Nicaragua / Guerra Nacional Centroamericana), или Антифлибустьерская война (исп. Guerra Antifilibustera), был разрушен служивший Уокеру оплотом город Сантьяго-де-Гранада. К весне следующего года центральноамериканские силы восстановили контроль над страной, 1 мая 1857 года Уокер поднялся на прибывший военный корабль США и был интернирован на родину.
Курсивом и серым цветом выделены даты начала и окончания полномочий лиц, временно замещающих главу государства или создавших альтернативные центральному правительству органы власти.
|         | Портрет         | Имя (годы жизни) | Полномочия      | Полномочия       | Выборы       | Должность | Пр.                  |
| Начало  | Портрет         | Имя (годы жизни) | Окончание       |                  | Выборы       | Должность | Пр.                  |
| ------- | --------------- | --- | --------------- | ---------------- | ------------ | --- | -------------------- |
| (17)    |                 | Хосе Фруто Чаморро Перес (1804—1855) исп. José Fruto Chamorro Pérez                                                                      | 28 февраля 1854 | 12 марта 1855    | [ комм. 80 ] | президент республики исп. President de la República                                                                                                | [ 68 ] [ 69 ] [ 70 ] |
| —       |                 | Франсиско Антонио Кастельон Санабрия (1815—1855) исп. Francisco Antonio Castellón Sanabria                                               | 11 июня 1854    | 2 сентября 1855  | [ комм. 82 ] | временный директор государства (в Сантьяго-де-лос-Кабальерос-де-Леоне) исп. Director Provisorio del Estado (en Santiago de los Caballeros de León) | [ 86 ]               |
| 18      |                 | Хосе Мария Эстрада Рейес (1802—1856) исп. José María Estrada Reyes                                                                       | 12 марта 1855   | 25 октября 1855  | [ комм. 84 ] | заместитель президента республики исп. Diputado Presidente de la República                                                                         | [ 87 ] [ 88 ]        |
| —       |                 | Насарио Эското (?—?) исп. Nazario Escoto                                                                                                 | 2 сентября 1855 | 25 октября 1855  | [ комм. 82 ] | сенатор, директор государства (в Сантьяго-де-лос-Кабальерос-де-Леоне) исп. Senador Director del Estado (en Santiago de los Caballeros de León)     | [ 72 ]               |
| и. о.   | 25 октября 1855 | Насарио Эското (?—?) исп. Nazario Escoto                                                                                                 | 30 октября 1855 | [ комм. 85 ]     |              | сенатор, директор государства (в Сантьяго-де-лос-Кабальерос-де-Леоне) исп. Senador Director del Estado (en Santiago de los Caballeros de León)     | [ 72 ]               |
| 7 (III) |                 | Патрисио Ривас (1796—1867) исп. Patricio Rivas                                                                                           | 30 октября 1855 | 24 июня 1857     | [ комм. 87 ] | временный президент республики исп. Presidente provisorio de la República                                                                          | [ 47 ] [ 48 ]        |
| —       |                 | Фермин Феррер (1823—1897) исп. Fermín Ferrer                                                                                             | 21 июня 1856    | 12 июля 1856     | [ комм. 89 ] | временный президент республики (в Сантьяго-де-Гранаде) исп. Presidente provisorio de la República (en Santiago de Granada)                         | [ 89 ]               |
| —       |                 | Уильям Уокер Норвел (1824—1860) англ. William Walker Norvell испанизированное имя Гильермо Валькер Норвель исп. Guillermo Walker Norvell | 12 июля 1856    | 1 мая 1857       | [ комм. 91 ] | президент республики (в Сантьяго-де-Гранаде) исп. Presidente de la República (en Santiago de Granada) англ. President of the Republic              | [ 90 ] [ 91 ] [ 92 ] |
| —       |                 | Хосе Мария Эстрада Рейес (1802—1856) исп. José María Estrada Reyes                                                                       | 29 июня 1856    | 13 августа 1856  | [ комм. 94 ] | заместитель президента республики (в Сомотильо) исп. Diputado Presidente de la República (en Somotillo)                                            | [ 87 ] [ 88 ]        |
| —       |                 | Никасио дель Кастильо-и-Гусман (1816—1884) исп. Nicasio del Castillo y Guzmán                                                            | 13 августа 1856 | 12 сентября 1856 | [ комм. 96 ] | заместитель президента республики (в Сомотильо) исп. Diputado Presidente de la República (en Somotillo)                                            | [ 72 ]               |

## От изгнания Уокера до «прибрежной революции» (1857—1911)

Герб (1854—1880)

После изгнания Уильяма Уокера во исполнение «Пакта Провидения» (исп. Pacto Providencial) представители легитимистской и демократической партий 24 июня 1857 года создали совместный дуумвират (верховное правительство республики, исп. Supremo Gobierno de la República) в составе Томаса Мартинеса Герреро и Максимо Хереса Тельерии. Созванная ими Конституционная ассамблея (итогом её работы стала утвержденная 19 августа 1858 года новая конституция) избрала 9 августа 1857 года Герреро временным президентом республики, но отложила его вступление в должность до 15 ноября 1857 года. Активно участвующие во внешнеполитических переговорах Герреро и Херес 19 октября 1857 года делегировали свои полномочия дуумвиров Грегорио Хуаресу Сакасе и Росалио Кортесу Санчесу. После исполнения временных полномочий Герреро оставался на посту президента до 1867 года, следуя новой конституции. Ставший его преемником Фернандо Гусман Солорсано столкнулся с восстанием либералов, захвативших 25 июня 1869 года казармы в Сантьяго-де-лос-Кабальерос-де-Леоне, подавление которого продолжалось до ноября 1869 года. Вновь продолжавшийся десятилетия конституционный период смены консервативных правительств был нарушен 25 декабря 1890 года, когда Роберто Сакаса-и-Саррия имитировал передачу полномочий Игнасио Чавесу Лопесу, чтобы иметь возможность участвовать в выборах 1891 года. Оппозиция не признала легитимной его кандидатуру, как и многие его однопартийцы; последующие протесты против его победы вылились 30 апреля 1893 года в восстание, возглавленное Эдуардо Монтиэлем де ла Сердой, провозглашённым главнокомандующим армией по восстановлению порядка (исп. Comandante en Jefe del Ejército Restaurador del Orden). 20 мая 1893 года восставшие сформировали революционную правительственную хунту, а 31 мая 1893 года при посредничестве американского посланника заключили с правительственными делегатами Пакт Сабана-Гранде (исп. Pacto de Sabana Grande), по которому на следующий день Чавес Лопес передал полномочия сенатору Сальвадору Мачадо Агуэро. Однако 11 июня 1893 года Мачадо Агуэро был схвачен политическими противниками вместе с главнокомандующим армией и рядом членов кабинета и заключён под стражу; оставшиеся члены правительства, составив совет, созвали влиятельных представителей департаментов страны и 16 июля 1893 года назначили президентом ранее занимавшего этот пост Хоакина Савалу Солиса. Параллельно либерал Хосе Сантос Селая, входивший в недавнюю революционную хунту, прибыл в Леон и заключил с находящимися там консерваторами «Пакт Момотомбо» (исп. Pacto de Momotombo), по которому признавался главой государства с правом изменения конституции. Встав во главе правительственной хунты, Селая смог разбить силы Савалы Солиса, вынужденного 31 июля 1893 года подписать в Масае соглашение, завершившее 30-летний период доминирования консерваторов (в Манагуа армия Селаи триумфально вошла 25 июля, пронеся по столице зажжённые факелы). Эти события и последующее авторитарное правление Селаи, продолжавшееся до 1909 года, получило название либеральной революции (исп. La Revolución liberal).

Москитовый берег

Созванная в Манагуа 15 сентября 1893 года Конституционная ассамблея на первом заседании избрала временными президентом и вице-президентом Селаю и Анастасио Ортиса Аргеньяла, установив их право без проведения выборов исполнять те же полномочия в течение первого электорального цикла согласно будущей конституции. Принятая 10 декабря 1893 года и вступившая в силу 11 июля 1894 года конституция, названная «либеральнейшей» (исп. La Libérrima), объявляла Никарагуа частью разделённой Центральной Америки и признавала необходимым возобновление союза (ст. 1), предоставляя президенту страны право иметь гражданство любого из центральноамериканских государств (ст. 93), устанавливала 4-летний срок его полномочий без права переизбрания, перенеся инаугурационную дату с 1 марта на 1 февраля (ст. 96), значительно расширяла полномочия главы государства (ст. 100—105). При этом сохранял силу обнародованный 19 октября 1893 года Конституционной ассамблеей Декрет о поддержании общественного правопорядка (исп. Decreto Constituyente, relativo al Mantenimiento del Orden Público), дающий президенту право свободного распоряжения финансами страны, право ограничения гражданских прав, право учреждения военных трибуналов и высылки политических оппонентов. Первым шагом Селаи после получения 1 февраля 1894 года конституционных полномочий стало установление контроля над Москитовым берегом, обширным карибским побережьем, где под британским протекторатом существовала автономия (резервация Москито, англ. Mosquito Reserve): 12 февраля был установлен военный контроль, 7 августа упразднена существовавшая с XVII века индейская монархия (англ. Miskito Kingdom), 20 ноября общее собрание представителей местного населения объявило о признании никарагуанского суверенитета.
1 сентября 1894 года Конституционная ассамблея отрешила от должности вице-президента Ортиса, назначив на этот пост Хуана Франсиско Баку, 24 февраля 1896 года поднявшего в Леоне восстание против узурпации Селаей власти, подавление которого завершилось в мае. Поводом к выступлению стало предоставление вновь созванной Конституционной ассамблеей президентских полномочий Селае с 1 февраля 1898 года на второй четырёхлетний срок (декрет от 11 сентября 1896 года) и внесение 15 октября 1896 года конституционных изменений, допускавших однократное переизбрание президента.
20 июня 1895 года Никарагуа, Гондурас и Эль-Сальвадор сделали новую попытку объединения, подписав Пакт Амапалы (по названию гондурасского города Амапала, места его подписания, ставшего столицей нового союза трёх государств). Ратификация документа и создание союза, получившего название Великая Республика Центральной Америки (исп. República Mayor de Centro América), были завершены 15 сентября 1896 года; в тот же день начал работу коллегиальный орган исполнительной власти — Дьета (исп. Dieta) в составе трёх представителей каждого из государств-членов; через два дня по решению дьеты члены союза отказались от включения слова «республика» в свои наименования (предписав использование слова «государство, штат», исп. Estado). 27 августа 1898 года Генеральная ассамблея (исп. Asamblea General) утвердила Политическую конституцию Соединённых Штатов Центральной Америки (исп. Costitución política de los Estados Unidos de Centro América), после ратификации вступившую в силу 1 ноября 1898 года. Коллегиальным органом исполнительной власти Соединённых Штатов Центральной Америки (исп. Estados Unidos de Centroamérica) стал Федеральный исполнительный совет (исп. Consejo Ejecutivo Federal); главы государств союза стали именоваться губернаторами (исп. Gobernador). Однако в течение месяца союз был прекращён: 25 ноября 1898 года о выходе из него своей страны объявил совершивший военный переворот в Эль-Сальвадоре Томас Регаладо, 29 ноября 1898 года его примеру последовал Гондурас, в связи с чем на следующий день Исполнительный совет заявил о роспуске федерации; 1 декабря 1898 года это было признано Никарагуа.

Герб ВРЦА

Переизбранный в 1902 году без альтернативных кандидатов Селая при исчерпании конституционных возможностей сохранения полномочий вновь созвал Конституционную ассамблею, которая 30 марта 1905 года приняла новую конституцию, названную «автократической» (исп. Autocrática), по которой срок полномочий президента увеличивался до 6 лет и снимались ограничения по количеству возможных мандатов, инаугурационная дата была перенесена на 1 января. Пост вице-президента упразднялся, президент мог назначать заместителей по своему усмотрению. На выборах 12 ноября 1905 года альтернативы кандидатуре Хосе Сантоса Селаи вновь отсутствовали (в опубликованной в апреле 1908 года в американском журнале «The Metropolitan Magazine» статье Артура Стрингера было описано, как в сельской глубинке предлагалось выбирать из «Хосе», «Сантоса» и «Селаи»). 11 октября 1909 года интендант атлантического побережья генерал Хуан Хосе Эстрада поднял в Блуфилдсе инспирированный США мятеж, впоследствии названный «прибрежной революцией» (исп. Revolución de la Costa) и провозгласил себя временным президентом. Подоплёкой американского вмешательства было противостояние никарагуанского правительства с United Fruit Company, но поводом для непосредственных действий стала казнь двух американцев, обвинённых в диверсии (взрыве военного транспорта на реке Сан-Хуан), после чего государственный секретарь США Филандер Нокс 1 декабря 1909 года направил ноту, обвинив Селаю в создании репрессивного режима и заявив, что «обязательно должен быть поставлен вопрос о существовании в Манагуа правительства, способного взять на себя ответственность» за компенсации семьям расстрелянных. После безуспешных попыток сохранить власть 17 декабря 1909 года Селая объявил в Национальном конгрессе о своей отставке, передав власть его спикеру 21 декабря 1909 года, который привёл к президентской присяге Хосе Мадриса, представителя страны в центральноамериканском суде в Сан-Хосе (Коста-Рика).
Попытка Мадриса противостоять Хуану Хосе Эстраде, пользующемуся поддержкой США (поставляющих оружие и ресурсы и направивших в порт Блуфилдс два военных судна) не принесла успеха, и 20 августа 1910 года он сложил полномочия, уступив их брату оппонента Хосе Долоресу Эстраде, назначенному заместителем президента. Через неделю он заявил о передаче полномочий брату, который прибыл в Манагуа 28 декабря и возглавил государство. Придя к власти с критикой нарушения предшественниками конституционных положений, Эстрада 10 сентября 1910 года подписал Временный закон о гарантиях Республики Никарагуа (исп. Ley Provisional de Garantías de la República de Nicaragua), восстановив соблюдение установленных гражданских прав. Была созвана Конституционная ассамблея, избравшая его президентом (31 декабря 1910 года) и подготовившая в апреле конституционный проект, который Эстрада отказался обнародовать. Он распустил прежний и созвал 1 мая 1911 года обновлённый состав делегатов, однако был ими лишён полномочий 8 мая 1911 года.
Курсивом и серым цветом выделены даты начала и окончания полномочий лиц, временно замещающих главу государства или создавших альтернативные центральному правительству органы власти.
|            | Портрет          | Имя (годы жизни)                                                                              | Полномочия       | Полномочия      | Партия                                                            | Выборы                                                                      | Должность | Пр.                     |
| Начало     | Портрет          | Имя (годы жизни)                                                                              | Окончание        |                 | Партия                                                            | Выборы                                                                      | Должность | Пр.                     |
| ---------- | ---------------- | --------------------------------------------------------------------------------------------- | ---------------- | --------------- | ----------------------------------------------------------------- | --------------------------------------------------------------------------- | --- | ----------------------- |
| —          |                  | Томас Мартинес Герреро (1820—1873) исп. Tomás Martínez Guerrero                               | 24 июня 1857     | 15 ноября 1857  | Консервативная партия Никарагуа                                   | [ комм. 99 ]                                                                | верховное правительство республики исп. Supremo Gobierno de la República | [ 114 ] [ 115 ]         |
| —          |                  | Максимо Хосе де Хесус Херес-и-Тельерия (1818—1881) исп. Máximo José de Jesús Jerez y Tellería | 24 июня 1857     | 15 ноября 1857  | Демократическая партия                                            | [ комм. 99 ]                                                                | верховное правительство республики исп. Supremo Gobierno de la República | [ 116 ] [ 117 ] [ 118 ] |
| —          |                  | Росалио Кортес Санчес (1820—1884) исп. Rosalío Cortés Sánchez                                 | 19 октября 1857  | 15 ноября 1857  | Консервативная партия Никарагуа                                   | [ комм. 100 ]                                                               | верховное правительство республики исп. Supremo Gobierno de la República | [ 119 ]                 |
| —          |                  | Грегорио Хуарес Сакаса (1800—1879) исп. Gregorio Juárez Sacasa                                | 19 октября 1857  | 15 ноября 1857  | Демократическая партия                                            | [ комм. 100 ]                                                               | верховное правительство республики исп. Supremo Gobierno de la República | [ 120 ]                 |
| 19 (I—III) |                  | Томас Мартинес Герреро (1820—1873) исп. Tomás Martínez Guerrero                               | 15 ноября 1857   | 1 марта 1859    | Консервативная партия Никарагуа                                   | [ комм. 101 ]                                                               | временный президент республики исп. Presidente provisorio de la República | [ 114 ] [ 115 ]         |
| 19 (I—III) | 1 марта 1859     | Томас Мартинес Герреро (1820—1873) исп. Tomás Martínez Guerrero                               | 1 марта 1863     | 1859            | Консервативная партия Никарагуа                                   | президент республики исп. Presidente de la República                        | | [ 114 ] [ 115 ]         |
| 19 (I—III) | 1 марта 1863     | Томас Мартинес Герреро (1820—1873) исп. Tomás Martínez Guerrero                               | 1 марта 1867     | 1863            | Консервативная партия Никарагуа                                   | президент республики исп. Presidente de la República                        | | [ 114 ] [ 115 ]         |
| 20         |                  | Фернандо Гусман Солорсано (1812—1891) исп. Fernando Guzmán Solórzano                          | 1 марта 1867     | 1 марта 1871    | Консервативная партия Никарагуа                                   | президент республики исп. Presidente de la República                        | 1867 | [ 121 ]                 |
| —          |                  | Максимо Хосе де Хесус Херес-и-Тельерия (1818—1881) исп. Máximo José de Jesús Jerez y Tellería | 29 июня 1869     | 29 июня 1869    | Демократическая партия                                            | [ комм. 102 ]                                                               | временный президент республики (в Сантьяго-де-лос-Кабальерос-де-Леоне) исп. Presidente provisorio de la República (en Santiago de los Caballeros de León)                                                              | [ 116 ] [ 117 ] [ 118 ] |
| —          |                  | Франсиско Антонио Абад Бака Агилар (1822—1901) исп. Francisco Antonio Abad Baca Aguilar       | 29 июня 1869     | 24 октября 1869 | Демократическая партия                                            | [ комм. 104 ]                                                               | временный президент республики (в Сантьяго-де-лос-Кабальерос-де-Леоне) исп. Presidente provisorio de la República (en Santiago de los Caballeros de León)                                                              | [ 94 ]                  |
| 21         |                  | Хосе Висенте де ла Куадра-и-Руи Луго (1812—1894) исп. José Vicente de la Quadra y Rui Lugo    | 1 марта 1871     | 1 марта 1875    | Консервативная партия Никарагуа                                   | 1871                                                                        | президент республики исп. Presidente de la República | [ 122 ] [ 123 ]         |
| 22         |                  | Педро Хоакин Чаморро-и-Альфаро (1818—1890) исп. Pedro Joaquín Chamorro y Alfaro               | 1 марта 1875     | 1 марта 1879    | Консервативная партия Никарагуа                                   | 1875                                                                        | президент республики исп. Presidente de la República | [ 124 ] [ 125 ]         |
| 23 (I)     |                  | Хоакин Савала Солис (1835—1906) исп. Joaquín Zavala Solís                                     | 1 марта 1879     | 1 марта 1883    | Консервативная партия Никарагуа                                   | 1879                                                                        | президент республики исп. Presidente de la República | [ 126 ] [ 127 ]         |
| 24         |                  | Адан Карденас дель Кастильо (1836—1916) исп. Adán Cárdenas del Castillo                       | 1 марта 1883     | 1 марта 1887    | Консервативная партия Никарагуа                                   | 1883                                                                        | президент республики исп. Presidente de la República | [ 128 ] [ 129 ]         |
| 25         |                  | Эваристо Карасо Аранда (1821—1889) исп. Evaristo Carazo Aranda                                | 1 марта 1887     | 1 августа 1889  | Консервативная партия Никарагуа                                   | 1887                                                                        | президент республики исп. Presidente de la República | [ 130 ]                 |
| и. о.      |                  | Давид Николас Осорно Арана (1845—1918) исп. David Nicolás Osorno Arana                        | 1 августа 1889   | 6 августа 1889  | Консервативная партия Никарагуа                                   | [ комм. 106 ]                                                               | министр правительства (по должности) исп. Ministro de la Gobernación (ex officio) | [ 94 ]                  |
| 26 (I—II)  |                  | Роберто Сакаса-и-Саррия (1840—1896) исп. Roberto Sacasa y Sarria                              | 6 августа 1889   | 1 марта 1893    | Консервативная партия Никарагуа                                   | [ комм. 107 ]                                                               | президент республики исп. Presidente de la República | [ 131 ]                 |
| 26 (I—II)  | 1 марта 1891     | Роберто Сакаса-и-Саррия (1840—1896) исп. Roberto Sacasa y Sarria                              | 1 июня 1893      | 1891            | Консервативная партия Никарагуа                                   |                                                                             | президент республики исп. Presidente de la República | [ 131 ]                 |
| и. о.      |                  | Игнасио Чавес Лопес (?—?) исп. Ignacio Chávez López                                           | 25 декабря 1890  | 1 марта 1891    | Консервативная партия Никарагуа                                   | [ комм. 108 ]                                                               | исполняющий обязанности президента исп. Presidente interino | [ 132 ]                 |
| —          |                  | Эдуардо Монтиэль де ла Серда (1835—1900) исп. Eduardo Montiel de la Cerda                     | 30 апреля 1893   | 20 мая 1893     | армия                                                             | [ комм. 110 ]                                                               | главнокомандующий армией по восстановлению порядка исп. Comandante en Jefe del Ejército Restaurador del Orden | [ 94 ]                  |
| —          | 20 мая 1893      | Эдуардо Монтиэль де ла Серда (1835—1900) исп. Eduardo Montiel de la Cerda                     | 1 июня 1893      | [ комм. 112 ]   | армия                                                             | революционная правительственная хунта исп. Junta de Gobierno Revolucionaria | | [ 94 ]                  |
| —          | 20 мая 1893      |                                                                                               | 1 июня 1893      | [ комм. 112 ]   | Хоакин Савала Солис (1835—1906) исп. Joaquín Zavala Solís         | революционная правительственная хунта исп. Junta de Gobierno Revolucionaria | Консервативная партия Никарагуа | [ 126 ] [ 127 ]         |
| —          | 20 мая 1893      |                                                                                               | 1 июня 1893      | [ комм. 112 ]   | Хосе Сантос Селая Лопес (1853—1919) исп. José Santos Zelaya López | революционная правительственная хунта исп. Junta de Gobierno Revolucionaria | Либеральная партия | [ 133 ] [ 134 ]         |
| 27         |                  | Сальвадор Мачадо Агуэро (1838—1925) исп. Salvador Machado Agüero                              | 1 июня 1893      | 16 июля 1893    | Консервативная партия Никарагуа                                   | [ комм. 115 ]                                                               | президент республики исп. Presidente de la República | [ 135 ]                 |
| —          |                  | Хосе Мигель Вихиль Рамирес (1833—1909) исп. José Miguel Vijil Ramírez                         | 12 июля 1893     | 16 июля 1893    | Консервативная партия Никарагуа                                   | [ комм. 117 ]                                                               | правительство исп. Gobierno | [ 94 ]                  |
| —          |                  | Франсиско дель Кастильо (?—?) исп. Francisco del Castillo                                     | 12 июля 1893     | 16 июля 1893    | Консервативная партия Никарагуа                                   | [ комм. 117 ]                                                               | правительство исп. Gobierno | [ 94 ]                  |
| —          |                  | Лусиано Гомес Эскобар (?—1919) исп. Luciano Gómez Escobar                                     | 12 июля 1893     | 16 июля 1893    | Консервативная партия Никарагуа                                   | [ комм. 117 ]                                                               | правительство исп. Gobierno | [ 94 ]                  |
| 23 (II)    |                  | Хоакин Савала Солис (1835—1906) исп. Joaquín Zavala Solís                                     | 16 июля 1893     | 31 июля 1893    | Консервативная партия Никарагуа                                   | [ комм. 116 ]                                                               | президент республики исп. Presidente de la República | [ 126 ] [ 127 ]         |
| —          |                  | Хосе Сантос Селая Лопес (1853—1919) исп. José Santos Zelaya López                             | 11 июля 1893     | 31 июля 1893    | Либеральная партия                                                | [ комм. 119 ]                                                               | президент правительственной хунты исп. Presidente de la Junta de Gobierno | [ 99 ] [ 133 ] [ 134 ]  |
| 28 (I—IX)  | 31 июля 1893     | Хосе Сантос Селая Лопес (1853—1919) исп. José Santos Zelaya López                             | 15 сентября 1893 | [ комм. 120 ]   | Либеральная партия                                                |                                                                             | президент правительственной хунты исп. Presidente de la Junta de Gobierno | [ 99 ] [ 133 ] [ 134 ]  |
| 28 (I—IX)  | 15 сентября 1893 | Хосе Сантос Селая Лопес (1853—1919) исп. José Santos Zelaya López                             | 1 февраля 1894   | [ комм. 101 ]   | Либеральная партия                                                | временный президент республики исп. Presidente provisorio de la República   | | [ 99 ] [ 133 ] [ 134 ]  |
| 28 (I—IX)  | 1 февраля 1894   | Хосе Сантос Селая Лопес (1853—1919) исп. José Santos Zelaya López                             | 17 сентября 1896 | [ комм. 121 ]   | Либеральная партия                                                | президент республики исп. Presidente de la República                        | | [ 99 ] [ 133 ] [ 134 ]  |
| 28 (I—IX)  | 17 сентября 1896 | Хосе Сантос Селая Лопес (1853—1919) исп. José Santos Zelaya López                             | 1 февраля 1898   | [ комм. 122 ]   | Либеральная партия                                                | президент государства исп. Presidente del Estado                            | | [ 99 ] [ 133 ] [ 134 ]  |
| 28 (I—IX)  | 1 февраля 1898   | Хосе Сантос Селая Лопес (1853—1919) исп. José Santos Zelaya López                             | 1 ноября 1898    | [ комм. 123 ]   | Либеральная партия                                                | президент государства исп. Presidente del Estado                            | | [ 99 ] [ 133 ] [ 134 ]  |
| 28 (I—IX)  | 1 ноября 1898    | Хосе Сантос Селая Лопес (1853—1919) исп. José Santos Zelaya López                             | 1 декабря 1898   | [ комм. 124 ]   | Либеральная партия                                                | губернатор государства исп. Gobernador del Estado                           | | [ 99 ] [ 133 ] [ 134 ]  |
| 28 (I—IX)  | 1 декабря 1898   | Хосе Сантос Селая Лопес (1853—1919) исп. José Santos Zelaya López                             | 1 февраля 1902   | [ комм. 125 ]   | Либеральная партия                                                | президент республики исп. Presidente de la República                        | | [ 99 ] [ 133 ] [ 134 ]  |
| 28 (I—IX)  | 1 февраля 1902   | Хосе Сантос Селая Лопес (1853—1919) исп. José Santos Zelaya López                             | 1 января 1906    | 1902            | Либеральная партия                                                | президент республики исп. Presidente de la República                        | | [ 99 ] [ 133 ] [ 134 ]  |
| 28 (I—IX)  | 1 января 1906    | Хосе Сантос Селая Лопес (1853—1919) исп. José Santos Zelaya López                             | 21 декабря 1909  | 1905            | Либеральная партия                                                | президент республики исп. Presidente de la República                        | | [ 99 ] [ 133 ] [ 134 ]  |
| —          |                  | Хуан Франсиско Бака Икаса (1855—1917) исп. Juan Francisco Baca Ycaza                          | 24 февраля 1896  | май 1896        | Либеральная партия                                                | [ комм. 128 ]                                                               | вице-президент республики, ответственный за исполнительную власть (в Сантьяго-де-лос-Кабальерос-де-Леоне) исп. Vicepresidente de la República en ejercicio del Poder Ejecutivo (en Santiago de los Caballeros de León) | [ 94 ]                  |
| 29         |                  | Хосе Сантос Мадрис Родригес (1867—1911) исп. José Santos Madriz Rodríguez                     | 21 декабря 1909  | 20 августа 1910 | Либеральная партия                                                | [ комм. 129 ]                                                               | президент республики исп. Presidente de la República | [ 111 ]                 |
| и. о.      |                  | Хосе Долорес Эстрада Моралес (1869—1939) исп. José Dolores Estrada Morales                    | 20 августа 1910  | 26 августа 1910 | Либеральная партия                                                | [ комм. 131 ]                                                               | заместитель президента, ответственный за исполнительную власть исп. Diputado Presidente, encargado del Poder Ejecutivo de la República                                                                                 | [ 94 ]                  |
| —          |                  | Хуан Хосе Эстрада Моралес (1872—1867) исп. Juan José Estrada Morales                          | 11 октября 1909  | 26 августа 1910 | Либеральная партия                                                | [ комм. 132 ]                                                               | временный президент республики (в Блуфилдсе) исп. Presidente provisorio de la República (en Bluefields) | [ 136 ]                 |
| 30 (I—II)  | 26 августа 1910  | Хуан Хосе Эстрада Моралес (1872—1867) исп. Juan José Estrada Morales                          | 31 декабря 1910  | [ комм. 133 ]   | Либеральная партия                                                | временный президент республики исп. Presidente provisorio de la República   | | [ 136 ]                 |
| 30 (I—II)  | 31 декабря 1910  | Хуан Хосе Эстрада Моралес (1872—1867) исп. Juan José Estrada Morales                          | 9 мая 1911       | [ комм. 101 ]   | Либеральная партия                                                | президент республики исп. Presidente de la República                        | | [ 136 ]                 |

## От «либерально-консервативной революции» до переворота Сомосы (1911—1936)
Конституционная ассамблея, лишив 9 мая 1911 года полномочий Хуана Хосе Эстраду, избрала президентом республики консерватора Адольфо Диаса Ресиноса. Подготовленная ею конституция была принята 10 ноября 1911 года и обнародована 17 января 1912 года, она восстановила пост вице-президента, сократила срок полномочий президента до 4 лет и установила запрет на его переизбрание без равного по длительности перерыва в полномочиях. Кроме того, был введён запрет на избрание на эти посты лиц, состоящих в родстве до четвёртой степени с действующим главой государства (президентом или исполняющим его обязанности в течение 6 месяцев, предшествующих избранию). 29 июля 1912 года против президента поднял восстание отправленный им в отставку военный министр генерал Луис Мена Вадо. Окрылённые борьбой среди консерваторов, его поддержали либералы во главе с Бенхамином Селедоном, их совместное выступление получило название «либерально-консервативная революция». После первоначальных успехов восстание было подавлено при прямом вмешательстве морской пехоты США, прибывшей по просьбе Ресиноса и положившей начало американскому военному контролю страны. 23 сентября 1912 года Мена Вадо без боя сдался морпехам в Сантьяго-де-Гранаде и был интернирован в Панаму; возглавивший после этого сопротивление Селедон погиб 4 октября 1912 года в сражении при Койотепе, обороняя крепость от совместного отряда консерваторов и морской пехоты, став символом антиамериканской борьбы и национальным героем Никарагуа.
2 ноября 1912 года Ресинос выиграл выборы, после чего два десятилетия смена консервативных правительств проходила конституционно. После смерти в рабочем кабинете Диего Мануэля Чаморро Боланьоса вице-президент Бартоломе Мартинес Гонсалес смог прибыть в столицу из своего имения спустя несколько дней, в течение которых управление осуществлял министр внутренних дел Росендо Чаморро Ореамуно. Желание Мартинеса обойти запрет на переизбрание привела к расколу консерваторов: на их съезде в мае 1924 года кандидатом был выдвинут Эмилиано Чаморро Варгас (имевший первую каденцию в 1917—1921 годах), а президентская фракция оформилась в Консервативную республиканскую партию. Однако 14 июня Государственный департамент США через поверенного в Манагуа сообщил о неприемлемости переизбрания Мартинеса как противоречащего конституции, что вынудило республиканцев выдвинуть кандидатуру малоизвестного Карлоса Солорсано, усилив номинацию союзом с Либеральной партией, получившим известность как «Transacción» (Сделка), отдав ей пост вице-президента. Победа Солорсано на прошедших 5 октября выборах была обеспечена вмешательством правительства, которое препятствовало кампании консерваторов (выступлениям кандидатов, распространению материалов), сменило состав избирательных комиссий, ввело на участки голосования полицию. На следующий за выборами день было введено чрезвычайное положение, а Эмилиано Чаморро помещён под домашний арест во избежание мятежа. Несмотря на свидетельства того, что выборы не были полностью свободными, США предпочли их признать. «Трансаксионный» тандем Солорсано и либерального вице-президента Хуана Баутисты Сакасы не смог создать стабильную систему; 25 октября 1925 года Чаморро поднял восстание в столичной крепости на холме Лома-де-Тискапа, объявил прошедшие выборы фальсифицированными и известил США о стремлении восстановить конституционное право консерваторов на власть. После совещания с американским послом Эберхардтом Солорсано согласился с требованием о замене в правительстве либералов на сторонников Чаморро и назначил его главнокомандующим вооружёнными силами; заявление Эберхардта, что США не признают правительство, захватившее власть силой, вынудило Чаморро добиваться поста вице-президента, который покинул страну, но отказался подать в отставку. Поскольку Сакаса выехал заграницу без разрешения Конгресса, 12 января 1926 года пост вице-президента под давлением Чаморро был объявлен вакантным. В тот же день Конгресс избрал вице-президентом Чаморро, который установил контроль над страной, добившись 16 января 1926 года от Солорсано заявления о бессрочном отпуске, а последовавшее 13 марта 1926 года заявление Солорсано о сложении полномочий позволило Чаморро достичь президентского поста.

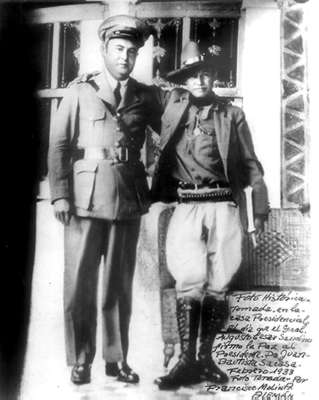
Генералы Анастасио Сомоса и Аугусто Сандино (справа) в феврале 1933 г.

Либеральные политики отказались признать поражение и начали вооружённую борьбу, получившую название «конституционная война» (исп. Guerra Constitucionalista). 2 мая 1926 года в Блуфилдсе поднял восстание Хосе Мария Монкада, однако 7 мая в порт вошёл крейсер USS Cleveland и выступление было подавлено. Монкада скрылся в Гватемале, где был назначен командующим армией смещённым вице-президентом Сакасой и в августе вновь высадился на карибское побережье страны и закрепился в Пуэрто-Кабесасе. Он принял участие 16 октября 1926 года на борту стоящего в тихоокеанском порту Коринто крейсера USS Denver в переговорах с консерваторами о стабилизации в стране, однако их результатом стала передача власти от Чаморро, не признанного США, другому консерватору Адольфо Диасу (соблюдая переходную процедуру, 4 дня обязанности президента исполнял сенатор Себастьян Уриса). 14 ноября 1926 года Диас вступил в должность и вскоре выступил с инициативой заключения с США договора о праве пребывания их армии в Никарагуа для защиты правительства и обеспечения свободных выборов. 2 декабря 1926 года в Пуэрто-Кабесас, объявленный либералами временной столицей, прибыл Сакаса и был объявлен президентом, вскоре его правительство признала Мексика. В январе 1927 года президент США Калвин Кулидж снял эмбарго на поставки оружия правительству консерваторов и разрешил оказание ему военной помощи, однако блокирование никарагуанских портов и создание в них «нейтральных зон» подтолкнуло повстанцев перенести борьбу вглубь страны и стали угрожать столице. В начале апреля 1927 года в Никарагуа был направлен личный представитель Кулиджа, бывший военный министр полковник Генри Стимсон, в качестве посредника добившийся подписания воюющими сторонами 4 мая 1927 года Пакта Эспино-Негро, по которому Диас мог завершить срок своих полномочий, а армия США оставалась в стране для поддержания порядка и наблюдения за выборами 1928 года; под контроль либералов переходили шесть северных департаментов и два министерства (военное и внутренних дел); и повстанцы, и правительство обязались разоружить свои войска, взамен США обязались содействовать в создании внепартийной национальной гвардии. 20 мая 1927 года пакт поддержал и распустил правительство в Пуэрто-Кабесасе Хуан Баутиста Сакаса (выехавший затем в Коста-Рику), однако с компромиссом не согласился генерал Аугусто Сесар Сандино, заявивший условием достижения мира полный вывод американских сил с территории страны; после боёв в Окотале 14—16 июля 1927 года с американским гарнизоном Сандино приступил к формированию Армии защитников суверенитета Никарагуа (исп. Ejército de defensores de la soberanía de Nicaragua) и 2 сентября был объявлен Главнокомандующим Революции (исп. Comandante en Jefe de la Revolución).
Про-американские политики, выигравшие выборы 1928 года (Монкада) и 1932 года (вернувшийся Сакаса), с трудом противостояли развёрнутой Сандино освободительной борьбе. К декабрю 1932 года сандинисты контролировали более половины территории страны и вынудили США ко 2 января 1933 года эвакуировать свои войска. В ходе очередного раунда переговоров о демобилизации своей армии Сандино был арестован главой национальной гвардии Анастасио Сомосой Гарсией и казнён 21 февраля 1934 года. В честь Аугусто Сесара Сандино Кальдерона был назван Сандинистский фронт национального освобождения, ведший вооружённую борьбу против семейной «династии диктаторов» Сомоса, завершившуюся победой в 1979 году Сандинистской революции. Сомоса, женатый на племяннице Сакасы, согласно конституции не мог участвовать в выборах 1936 года, однако 14 сентября 1935 года заявил о намерении выставить свою кандидатуру; 14 мая 1936 года лидеры либералов и консерваторов в присутствии Сакасы подписали соглашение о поддержке единого кандидата Леонардо Аргуэльо Баретто, отрезав Сомосе путь к власти; в ответ 31 мая Сомоса поднял мятеж в Манагуа и Сантьяго-де-лос-Кабальерос-де-Леоне с требованием отставки президента. Вскоре заявления об отставке сделали и Сакаса (6 июня), и вице-президент Родольфо Эспиноса (8 июня); собравшийся 9 июня 1936 года Конгресс, удовлетворив прошения, передал временные полномочия министру внутренних дел Хулиану Ириасу Сандре (следующий в линии преемственности президент Сената Гильермо Севилья Сакаса отказался вступить в должность) и в тот же день по предложению Сомосы избрал новым президентом Карлоса Альберто Бренеса Харкина для завершения срока полномочий Сакасы.
Курсивом и серым цветом выделены даты начала и окончания полномочий лиц, временно замещающих главу государства или создавших альтернативные центральному правительству органы власти.
|           | Портрет                               | Имя (годы жизни)                                                                          | Полномочия         | Полномочия         | Партия                          | Выборы                                               | Должность | Пр.                     |
| Начало    | Портрет                               | Имя (годы жизни)                                                                          | Окончание          |                    | Партия                          | Выборы                                               | Должность | Пр.                     |
| --------- | ------------------------------------- | ----------------------------------------------------------------------------------------- | ------------------ | ------------------ | ------------------------------- | ---------------------------------------------------- | --- | ----------------------- |
| 31 (I—II) |                                       | Адольфо Диас Ресинос (1875—1964) исп. Adolfo Díaz Recinos                                 | 9 мая 1911         | 1 января 1913      | Консервативная партия Никарагуа | [ комм. 101 ]                                        | президент республики исп. Presidente de la República                                                                          | [ 164 ]                 |
| 31 (I—II) | 1 января 1913                         | Адольфо Диас Ресинос (1875—1964) исп. Adolfo Díaz Recinos                                 | 1 января 1917      | 1912               | Консервативная партия Никарагуа |                                                      | президент республики исп. Presidente de la República                                                                          | [ 164 ]                 |
| —         |                                       | Луис Мена Вадо (1865—1925) исп. Luis Mena Vado                                            | 29 июля 1912       | 23 сентября 1912   | Консервативная партия Никарагуа | [ комм. 142 ]                                        | верховный глава правительства исп. Jefe Supremo del Gobierno                                                                  | [ 138 ]                 |
| —         |                                       | Бенхамин Франсиско Селедон Родригес (1879—1912) исп. Benjamín Francisco Zeledón Rodríguez | 23 сентября 1912   | 4 октября 1912     | Либеральная партия              | [ комм. 144 ]                                        | верховный глава правительства исп. Jefe Supremo del Gobierno                                                                  | [ 139 ] [ 165 ] [ 166 ] |
| 32 (I)    |                                       | Эмилиано Чаморро Варгас (1871—1866) исп. Emiliano Chamorro Vargas                         | 1 января 1917      | 1 января 1921      | Консервативная партия Никарагуа | 1916                                                 | президент республики исп. Presidente de la República                                                                          | [ 167 ] [ 168 ] [ 169 ] |
| 33        |                                       | Диего Мануэль Чаморро Боланьос (1861—1923) исп. Diego Manuel Chamorro Bolaños             | 1 января 1921      | 12 октября 1923    | Консервативная партия Никарагуа | 1920                                                 | президент республики исп. Presidente de la República                                                                          | [ 170 ]                 |
| и. о.     |                                       | Росендо Чаморро Ореамуно (1882—1947) исп. Rosendo Chamorro Oreamuno                       | 12 октября 1923    | 17 октября 1923    | Консервативная партия Никарагуа | [ комм. 146 ]                                        | министр внутренних дел, ответственный за исполнительную власть исп. Ministro de la Gobernación, encargado del Poder Ejecutivo | [ 140 ] [ 171 ]         |
| 34        |                                       | Бартоломе Мартинес Эрнандес (1873—1936) исп. Bartolomé Martínez Hernández                 | 17 октября 1923    | 1 января 1925      | Консервативная партия Никарагуа | [ комм. 148 ]                                        | президент республики исп. Presidente de la República                                                                          | [ 141 ] [ 172 ] [ 173 ] |
|           | Консервативная республиканская партия | Бартоломе Мартинес Эрнандес (1873—1936) исп. Bartolomé Martínez Hernández                 | 17 октября 1923    | 1 января 1925      |                                 | [ комм. 148 ]                                        | президент республики исп. Presidente de la República                                                                          | [ 141 ] [ 172 ] [ 173 ] |
| 35        |                                       | Карлос Хосе Солорсано Гутьеррес (1860—1936) исп. Carlos José Solórzano Gutiérrez          | 1 января 1925      | 13 марта 1926      | 1924                            | [ 174 ]                                              | президент республики исп. Presidente de la República                                                                          |                         |
| и. о.     |                                       | Эмилиано Чаморро Варгас (1871—1966) исп. Emiliano Chamorro Vargas                         | 16 января 1926     | 13 марта 1926      | Консервативная партия Никарагуа | [ комм. 151 ]                                        | вице-президент, ответственный за исполнительную власть исп. Vicepresidente de la República en ejercicio del Poder Ejecutivo   | [ 167 ] [ 168 ] [ 169 ] |
| 32 (II)   | 13 марта 1926                         | Эмилиано Чаморро Варгас (1871—1966) исп. Emiliano Chamorro Vargas                         | 11 ноября 1926     | [ комм. 153 ]      | Консервативная партия Никарагуа | президент республики исп. Presidente de la República | | [ 167 ] [ 168 ] [ 169 ] |
| и. о.     |                                       | Себастьян Уриса Вега (1861—?) исп. Sebastián Uriza Vega                                   | 11 ноября 1926     | 14 ноября 1926     | Консервативная партия Никарагуа | [ комм. 154 ]                                        | сенатор, ответственный за исполнительную власть исп. Senador en ejercicio del Poder Ejecutivo                                 | [ 163 ]                 |
| 31 (III)  |                                       | Адольфо Диас Ресинос (1875—1964) исп. Adolfo Díaz Recinos                                 | 14 ноября 1926     | 1 января 1929      | Консервативная партия Никарагуа | [ комм. 155 ]                                        | президент республики исп. Presidente de la República                                                                          | [ 164 ]                 |
| —         |                                       | Хуан Баутиста Сакаса Сакаса (1874—1946) исп. Juan Bautista Sacasa Sacasa                  | 1 декабря 1926     | 20 мая 1927        | Либеральная партия              | [ комм. 157 ]                                        | президент республики (в Пуэрто-Кабесасе) исп. Presidente de la República (en Puerto Cabezas)                                  | [ 175 ] [ 176 ]         |
| 36        |                                       | Хосе Мария Монкада Тапия (1870—1945) исп. José María Moncada Tapia                        | 1 января 1929      | 1 января 1933      | Либеральная партия              | 1928                                                 | президент республики исп. Presidente de la República                                                                          | [ 177 ] [ 178 ]         |
| 37        |                                       | Хуан Баутиста Сакаса Сакаса (1874—1946) исп. Juan Bautista Sacasa Sacasa                  | 1 января 1933      | 9 июня 1936        | Либеральная партия              | 1932                                                 | президент республики исп. Presidente de la República                                                                          | [ 175 ] [ 176 ]         |
| и. о.     |                                       | Хулиан Ириас Сандрес (1873—1940) исп. Julián Irías Sandres                                | 9 июня 1936 (часы) | 9 июня 1936 (часы) | Либеральная партия              | [ комм. 159 ]                                        | министр внутренних дел, ответственный за исполнительную власть исп. Ministro de la Gobernación, encargado del Poder Ejecutivo | [ 163 ]                 |
| —         |                                       | Гильермо Севилья Сакаса (1908—1997) исп. Guillermo Sevilla Sacasa                         | 9 июня 1936 (часы) | 9 июня 1936 (часы) | Либеральная партия              | [ комм. 160 ]                                        | сенатор, ответственный за исполнительную власть исп. Senador en ejercicio del Poder Ejecutivo                                 | [ 179 ]                 |
| 38        |                                       | Карлос Альберто Бренес Харкин (1884—1942) исп. Carlos Alberto Brenes Jarquín              | 9 июня 1936        | 1 января 1937      | Либеральная партия              | июнь 1936                                            | президент республики исп. Presidente de la República                                                                          | [ 180 ]                 |

## Правление династии Сомоса (1937—1979)

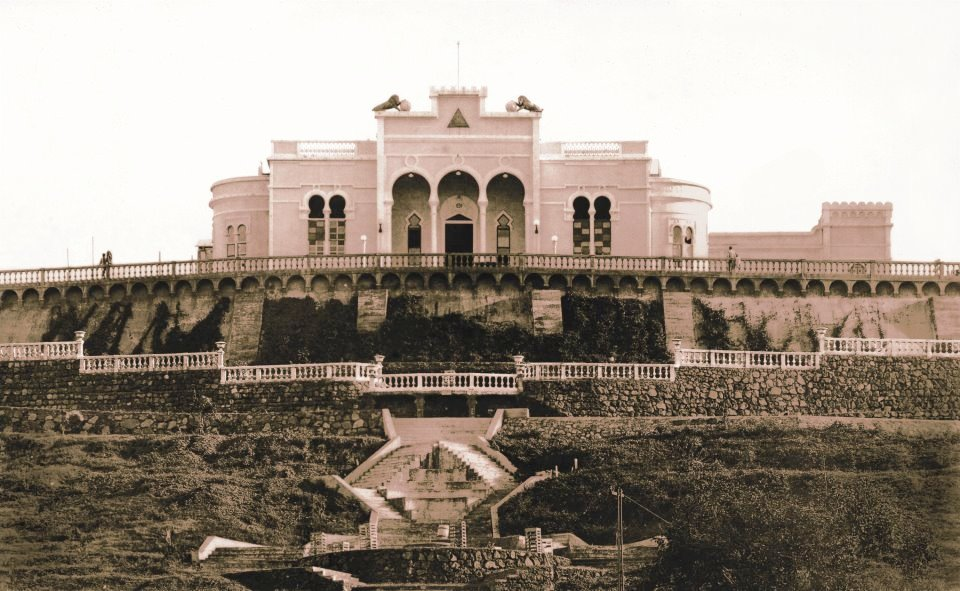
Президентский дворец Ла-Лома (построен в 1931 году, разрушен землетрясением 23 декабря 1972 года)

После совершённого в июне 1936 года переворота Анастасио Сомоса Гарсия сместил прежнее руководство Либеральной партии, ушёл в ноябре с поста главы национальной гвардии и выставил свою кандидатуру на прошедших 8 декабря 1936 года выборах, победив с почти стопроцентным результатом. Вступив на пост 1 января 1937 года, Сомоса собрал Конституционную ассамблею, принявшую 22 марта 1939 года новую конституцию, переходные положения которой установили для действующего президента срок полномочий до 1 мая 1947 года и шестилетний срок без права переизбрания для последующих каденций. В 1939 году была создана президентская Либеральная националистическая партия, остававшаяся правящей вплоть до Сандинистской революции 1979 года. Попытка победившего на прошедших 2 февраля 1947 года выборах Леонардо Аргуэльо Баррето игнорировать диктат Сомосы, включая вопросы замещения высших армейских чинов, привела к его отстранению от должности решением Конгресса по обвинению в посягательстве на единство и дисциплину армии; на президентский пост был назначен сомосовец Бенхамин Лакайо Сакаса (один из трёх заместителей президента, исп. designados a la presidencia), а организованные 15 августа 1947 года новые выборы принесли победу дяде Сомосы Виктору Мануэлю Роман-и-Рейесу. Обнародованная 22 января 1948 года новая конституция передала назначение лиц для временного замещения президентского поста от Конгресса действующему президенту. Для прекращения перманентного и зачастую вооружённого противостояния либералов и консерваторов их лидеры Сомоса и Эмилиано Чаморро подписали 3 апреля 1950 года «Пакт генералов» (исп. Pacto de los Generales), по которому партия меньшинства получала право быть представленной на государственных должностях, очередные выборы назначались на май 1950 года (с инаугурацией избранного президента 1 мая 1951 года), две партии пакта узурпировали право участия в выборах, Сомоса получал право выдвижения своей кандидатуры без увольнения с военной службы, формировалась двухпартийная комиссия по выработке новой конституции. После смерти из-за болезни сердца Роман-и-Рейеса 6 мая 1950 года его полномочия должны были перейти Мануэлю Фернандо Сурите, но после отказа их принять Конгресс передал полномочия Сомосе, являвшемуся пожизненным сенатором и военным министром. Состоявшиеся 21 мая 1950 года выборы предсказуемо выиграл Сомоса; разработанная с участием консерваторов конституция была принята Конституционной ассамблеей 1 ноября 1950 года и опубликована спустя 5 дней, не изменив существенно порядок избрания или замещения президента.
Аугусто Сомоса был смертельно ранен 21 сентября 1956 года на балу, посвящённом его выдвижению на новый президентский срок. Покушавшийся Ригоберто Лопес Перес был застрелен охраной; президент скончался спустя восемь дней в американском госпитале в Зоне Панамского канала. Именем признаваемого национальным героем Р. Лопеса Переса назывались как подразделения СФНО, так и антисандинистские организации, как символ противостояния любой диктатуре. Преемником на посту президента стал его старший сын Луис Сомоса, сначала в силу назначения, затем выиграв прошедшие 2 февраля 1957 года выборы. На следующих выборах, состоявшихся 3 февраля 1963 года, он поддержал марионеточную кандидатуру бывшего личного секретаря его отца Рене Шика Гутьерреса, после кончины которого от обширного инфаркта 3 августа 1966 года ex officio полномочия принял президент Конгресса Орландо Монтенегро Медрано, пока в тот же день Конгресс не избрал президентом Лоренсо Герреро Гутьерреса для завершения электоральной каденции. Проведённые 5 февраля 1967 года выборы выиграл третий сын основателя политической династии Анастасио Сомоса. 31 августа 1971 года по соглашению между консерваторами и либералами Конгресс приостановил действие конституции; с 1 мая 1972 года по 1 декабря 1974 года управление страной осуществляла Национальная правительственная хунта (исп. Junta Nacional de Gobierno), включавшая двух либералов и одного консерватора. 24 апреля 1974 года была опубликована новая конституция, закрепившая за президентом право назначать преемника, на проведённых в соответствии с ней 1 сентября 1974 года выборах вновь победил Анастасио Сомоса.

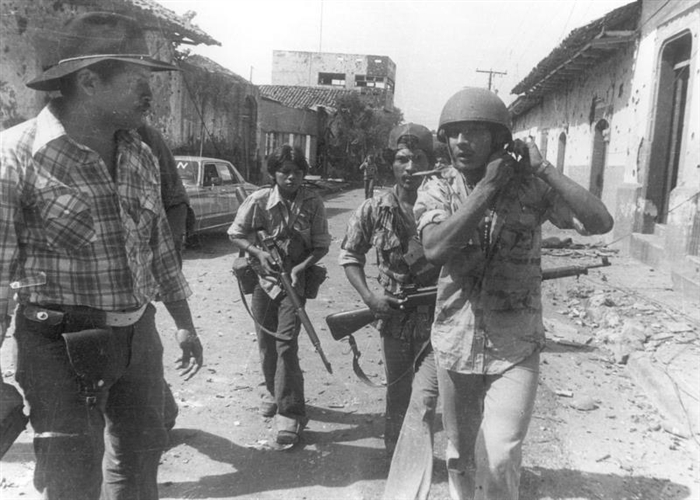
Инсургенты в Леоне

Осуществивший в итоге ликвидацию режима Сомосы Фронт национального освобождения был создан 23 июля 1961 года в Тегусигальпе (Гватемала) группой находившихся под влиянием Кубинской революции радикально настроенных молодых людей во главе с Карлосом Фонсекой; 22 июля 1962 года по предложению Фонсеки было утверждено название Сандинистский фронт национального освобождения (СФНО) (исп. Frente Sandinista de Liberación Nacional (FSLN)). С 1967 года СФНО стал массовой подпольной организацией, его программа определяла фронт как «военно-политическую организацию, стратегическая цель которой — взятие политической власти и создание революционного правительства, опирающегося на союз рабочих и крестьян и поддержку всех патриотических, антиимпериалистических и антиолигархических сил страны». От партизанской тактики в 1977 году СФНО перешёл к атакам в городах на казармы национальной гвардии и созданию военных фронтов, однако к осени 1978 года восставшие оставили крупные города и перешли к обороне. 7 марта 1979 года в Гаване (Куба) было сформировано Объединённое национальное руководство СФНО в составе 9 человек; в июне оно призвало к решающему общему наступлению и общенациональной забастовке, к 7 июню был установлен контроль над более 20 городами, 5 июля с трёх сторон окружена столица. Президент Сомоса бежал в США 16 июля, передав полномочия главе Конгресса Франсиско Уркуйо; в личный Boeing были помещены выкопанные гробы с телами его отца Анастасио Сомосы и старшего брата Луиса Сомосы, мешки с наличными деньгами и драгоценностями, размещены родственники, политические сподвижники и старшие офицеры национальной гвардии. Через два дня Уркуйо, которого побуждали к отставке посол США и собравшиеся в Коста-Рике министры иностранных дел Андского пакта, оставшись без защиты национальной гвардии, передал президентские инсигнии архиепископу Мигелю Обандо Браво и вылетел в Гватемалу; 19 июля 1979 года отряды СФНО вошли в Манагуа.
|             | Портрет                               | Имя (годы жизни)                                                                       | Полномочия            | Полномочия            | Партия                                | Выборы | Должность                                            | Пр.                     |
| Начало      | Портрет                               | Имя (годы жизни)                                                                       | Окончание             |                       | Партия                                | Выборы | Должность                                            | Пр.                     |
| ----------- | ------------------------------------- | -------------------------------------------------------------------------------------- | --------------------- | --------------------- | ------------------------------------- | --- | ---------------------------------------------------- | ----------------------- |
| 39 (I)      |                                       | Анастасио Сомоса Гарсия (1896—1956) исп. Anastasio Somoza García                       | 1 января 1937         | 1 мая 1947            | Либеральная партия                    | декабрь 1936 | президент республики исп. Presidente de la República | [ 192 ] [ 193 ] [ 194 ] |
|             | Либеральная националистическая партия | Анастасио Сомоса Гарсия (1896—1956) исп. Anastasio Somoza García                       | 1 января 1937         | 1 мая 1947            |                                       | декабрь 1936 | президент республики исп. Presidente de la República | [ 192 ] [ 193 ] [ 194 ] |
| 40          |                                       | Леонардо Аргуэльо Баррето (1875—1947) исп. Leonardo Argüello Barreto                   | 1 мая 1947            | 26 мая 1947           | февраль 1947                          | [ 195 ] | президент республики исп. Presidente de la República |                         |
| 41          |                                       | Бенхамин Лакайо Сакаса (1884—1959) исп. Benjamín Lacayo Sacasa                         | 26 мая 1947           | 15 августа 1947       | [ комм. 167 ]                         | [ 196 ] | президент республики исп. Presidente de la República |                         |
| 42          |                                       | Виктор Мануэль Роман-и-Рейес (1873—1950) исп. Víctor Manuel Román y Reyes              | 15 августа 1947       | 6 мая 1950            | август 1947                           | [ 197 ] [ 198 ] | президент республики исп. Presidente de la República |                         |
| —           |                                       | Мануэль Фернандо Сурита (?—?) исп. Manuel Fernando Zurita                              | 6 мая 1950            | 7 мая 1950            | [ комм. 168 ]                         | [ 199 ] | президент республики исп. Presidente de la República |                         |
| 39 (II—III) |                                       | Анастасио Сомоса Гарсия (1896—1956) исп. Anastasio Somoza García                       | 7 мая 1950            | 1 мая 1951            | [ комм. 169 ]                         | [ 192 ] [ 193 ] [ 194 ] | президент республики исп. Presidente de la República |                         |
| 39 (II—III) | 1 мая 1951                            | Анастасио Сомоса Гарсия (1896—1956) исп. Anastasio Somoza García                       | 29 сентября 1956      | 1950                  |                                       | [ 192 ] [ 193 ] [ 194 ] | президент республики исп. Presidente de la República |                         |
| 43 (I—II)   |                                       | Луис Анастасио Сомоса Дебайле (1922—1967) исп. Luis Anastasio Somoza Debayle           | 29 сентября 1956      | 1 мая 1957            | [ комм. 171 ]                         | [ 200 ] [ 201 ] | президент республики исп. Presidente de la República |                         |
| 43 (I—II)   | 1 мая 1957                            | Луис Анастасио Сомоса Дебайле (1922—1967) исп. Luis Anastasio Somoza Debayle           | 1 мая 1963            | 1957                  |                                       | [ 200 ] [ 201 ] | президент республики исп. Presidente de la República |                         |
| 44          |                                       | Рене Шик Гутьеррес (1909—1966) исп. René Schick Gutiérrez                              | 1 мая 1963            | 3 августа 1966        | 1963                                  | [ 202 ] [ 203 ] | президент республики исп. Presidente de la República |                         |
| и. о.       |                                       | Орландо Монтенегро Медрано (1922—1988) исп. Orlando Montenegro Medrano                 | 3 августа 1966 (часы) | 3 августа 1966 (часы) | [ комм. 172 ]                         | президент Национального конгресса и президент республики ex officio исп. Presidente del Congreso nacional y presidente de la República ex officio | [ 204 ]                                              |                         |
| 45          |                                       | Лоренсо Герреро Гутьеррес (1900—1981) исп. Lorenzo Guerrero Gutiérrez                  | 3 августа 1966        | 1 мая 1967            | [ комм. 173 ]                         | президент республики исп. Presidente de la República                                                                                              | [ 205 ]                                              |                         |
| 46 (I)      |                                       | Анастасио де Хесус Сомоса Дебайле (1925—1980) исп. Anastasio de Jesús Somoza Debayle   | 1 мая 1967            | 1 мая 1972            | 1967                                  | президент республики исп. Presidente de la República                                                                                              | [ 206 ] [ 207 ]                                      |                         |
| —           |                                       | Роберто Мартинес Лакайо (1899—1984) исп. Roberto Martínez Lacayo                       | 1 мая 1972            | 1 декабря 1974        | [ комм. 175 ]                         | Национальная правительственная хунта исп. Junta Nacional de Gobierno                                                                              | [ 163 ] [ 208 ]                                      |                         |
| —           |                                       | Альфонсо Лово Кордеро (1927—2018) исп. Alfonso Lovo Cordero                            | 1 мая 1972            | 1 декабря 1974        | [ комм. 175 ]                         | Национальная правительственная хунта исп. Junta Nacional de Gobierno                                                                              | [ 163 ] [ 208 ]                                      |                         |
| —           |                                       | Фернандо Бернабе Агуэро Роча (1920—2011) исп. Fernando Bernabé Agüero Rocha            | 1 мая 1972            | 1 марта 1973          | [ комм. 175 ]                         | Национальная правительственная хунта исп. Junta Nacional de Gobierno                                                                              | Консервативная партия Никарагуа                      | [ 163 ] [ 208 ]         |
| —           |                                       | Эдмундо Пагуага Ириас (1923—2008) исп. Edmundo Paguaga Irías                           | 1 марта 1973          | 1 декабря 1974        | [ комм. 175 ]                         | Национальная правительственная хунта исп. Junta Nacional de Gobierno                                                                              | Консервативная партия Никарагуа                      | [ 163 ] [ 208 ]         |
| 46 (II)     |                                       | Анастасио де Хесус Сомоса Дебайле (1925—1980) исп. Anastasio de Jesús Somoza Debayle   | 1 декабря 1974        | 16 июля 1979          | Либеральная националистическая партия | 1974 | президент республики исп. Presidente de la República | [ 206 ] [ 207 ]         |
| 47          |                                       | Франсиско Альберто Уркуйо Мальяньос (1915—2001) исп. Francisco Alberto Urcuyo Maliaños | 16 июля 1979          | 18 июля 1979          | Либеральная националистическая партия | [ комм. 178 ] | президент республики исп. Presidente de la República | [ 209 ] [ 210 ] [ 211 ] |

## От Сандинистской революции до диархии (1979—2025)
Сандинистский фронт национального освобождения (СФНО, исп. Frente Sandinista de Liberación Nacional, FSLN), пришедший к власти в результате свержения сомосизма, пользовался широкой политической поддержкой и смог создать временное коалиционное правительство на основе принятого 20 июля 1979 года Основного статута (исп. Estatuto fundamental). Было установлено, что до утверждения новой конституции высшим органом управления становится коллегиальный исполнительный и законодательный орган — Правительственная хунта национального возрождения (исп. Junta de Gobierno de Reconstrucción Nacional) в составе пяти членов (взаимодействовала с совещательным Государственным советом (исп. Junta de Gobierno) в составе тридцати трёх членов, представляющих по установленным в Основном статуте квотам политические, социальные, профессиональные и предпринимательские объединения страны). Первоначальный состав хунты персонально соответствовал образованному в Коста-Рике 16 июня 1979 года временному никарагуанскому правительству в изгнании (исп. provisional del gobierno nicaragüense en el exilio), в последующем состав претерпел ряд изменений, а с 4 марта 1981 года де-факто сократился до трёх членов вместо пяти с выделением Даниэля Ортеги в качестве координатора (исп. coordinador)

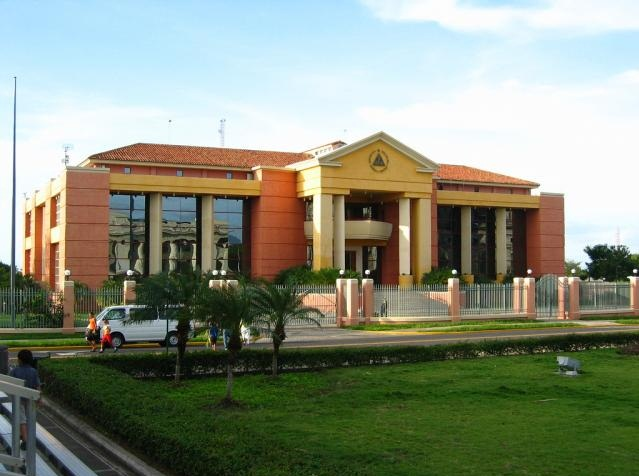
Народный дом (ранее резиденция, ныне место торжеств)

С осени 1980 года началось вооружённое противостояние между правительством СФНО и радикальной антисандинистской оппозицией, получившей название Контрас (исп. Contras, сокращение от исп. contrarrevolucionarios, контрреволюционеры; официально Никарагуанское сопротивление, исп. Resistencia Nicaragüense, RN), переросшее в гражданскую войну, превратившуюся в важный элемент глобальной Холодной войны. Начиная с 1982 года СФНО вёл с оппозицией переговоры о законопроекте, регулирующем избирательное законодательство и деятельность политических партий, достигнув в итоге компромиссного варианта, позволившего провести 4 ноября 1984 года выборы, на которых сандинисты победили, а их лидер Даниэль Ортега был избран президентом страны. Их результаты не были признаны США, активизировавшими поддержку контрас, однако в целом международными наблюдателями были оценены как свободные и справедливые. Созванная на этой базе Конституционная ассамблея обнародовала 3 января 1987 года действующую поныне конституцию (в которую с 1990 по 2014 годы пять раз вносились изменения), восстановившую шестилетний президентский срок, исчисляемый с 10 января следующего за выборами года, возобновившую пост вице-президента и предоставившую ряд возможностей замещения этих постов депутатами Национальной ассамблеи и её президентом; в 1995 году срок полномочий был снижен до пяти лет; в 2009 году Верховным судом страны было снят установленный первоначально запрет на переизбрание президента республики.
Прекращение гражданской войны и политическое урегулирование были достигнуты подписанием 23 марта 1988 года Соглашения Сапоа (исп. Acuerdo Sapoá), включившего договорённости о прекращении огня, освобождении политических заключённых, возвращении эмигрантов, легализации оппозиции и политической реформе. В соответствии с ним 25 февраля 1990 года состоялись свободные выборы, победу на которых вопреки прогнозам одержал Национальный союз оппозиции (коалиция 14 партий от консерваторов до коммунистов); выдвинутая им на президентский пост Виолетта Барриос вступила в должность 25 апреля 1990 года. СФНО сохранил серьёзные позиции в административном и хозяйственном аппарате и особенно в силовых структурах: его представители остались во главе военного министерства и штаба вооружённых сил, вошли в новую спецслужбу, созданную на базе сандинистского Генерального директората государственной безопасности, активно участвовали в рыночных реформах и формировании бизнес-структур. Возвращение СФНО к власти произошло в 2007 году после победы на состоявшихся 5 ноября 2006 года выборах, на которых фронт выступил в альянсе с созданной бывшими контрас Партией никарагуанского сопротивления.
|            | Портрет        | Имя (годы жизни) | Полномочия     | Полномочия     | Партия                                         | Выборы        | Должность | Пр.             |
| Начало     | Портрет        | Имя (годы жизни) | Окончание      |                | Партия                                         | Выборы        | Должность | Пр.             |
| ---------- | -------------- | --- | -------------- | -------------- | ---------------------------------------------- | ------------- | --- | --------------- |
| —          |                | Правительственная хунта национального возрождения в составе: Хосе Даниэль Ортега Сааведра (с 4 марта 1981 года — координатор, исп. coordinador) (1945—) исп. José Daniel Ortega Saavedra Серхио Рамирес Меркадо (1942—) исп. Sergio Ramírez Mercado Виолета Барриос Торрес де Чаморро (до 19 мая 1980 года) (1929—2025) исп. Violeta Barrios Torres de Chamorro Луис Альфонсо Робело Кальехас (до 19 мая 1980 года) (1939—) исп. Luis Alfonso Robelo Callejas Мойсес Хассан Моралес (до 4 марта 1981 года) (1942—) исп. Moisés Hassan Morales Рафаэль Анхель Кордова Ривас (с 19 мая 1980 года) (1942—) исп. Rafael Ángel Córdova Rivas Артуро Хосе Крус Поррас (с 19 мая 1980 года до 4 марта 1981 года) (1923—2013) исп. Arturo José Cruz Porras | 18 июля 1979   | 10 января 1985 | независимые                                    | [ комм. 184 ] | члены Правительственной хунты национального возрождения исп. miembros de la Junta de Gobierno del renacimiento nacional | [ 191 ] [ 213 ] |
| 48 (I)     |                | Хосе Даниэль Ортега Сааведра (1945—) исп. José Daniel Ortega Saavedra | 10 января 1985 | 25 апреля 1990 | Сандинистский фронт национального освобождения | 1984          | президент республики исп. Presidente de la República                                                                    | [ 3 ] [ 223 ]   |
| 49         |                | Насида Виолета Барриос Торрес (1929—2025) исп. Nacida Violeta Barrios Torres известна как Виолета Бариос де Чаморро исп. Violeta Barrios de Chamorro | 25 апреля 1990 | 10 января 1997 | Национальный союз оппозиции                    | 1990          | президент республики исп. Presidente de la República                                                                    | [ 224 ] [ 225 ] |
| 50         |                | Хосе Арнольдо Алеман Лакайо (1946—) исп. José Arnoldo Alemán Lacayo | 10 января 1997 | 10 января 2002 | Либерально-конституционная партия              | 1996          | президент республики исп. Presidente de la República                                                                    | [ 226 ] [ 227 ] |
| 51         |                | Энрике Хосе Боланьос Гейер (1928—2021) исп. Enrique José Bolaños Geyer | 10 января 2002 | 10 января 2007 | Либерально-конституционная партия              | 2001          | президент республики исп. Presidente de la República                                                                    | [ 228 ] [ 229 ] |
| 48 (II—IV) |                | Хосе Даниэль Ортега Сааведра (1945—) исп. José Daniel Ortega Saavedra | 10 января 2007 | 10 января 2012 | Сандинистский фронт национального освобождения | 2006          | президент республики исп. Presidente de la República                                                                    | [ 3 ] [ 223 ]   |
| 48 (II—IV) | 10 января 2012 | Хосе Даниэль Ортега Сааведра (1945—) исп. José Daniel Ortega Saavedra | 10 января 2017 | 2011           | Сандинистский фронт национального освобождения |               | президент республики исп. Presidente de la República                                                                    | [ 3 ] [ 223 ]   |
| 48 (II—IV) | 10 января 2017 | Хосе Даниэль Ортега Сааведра (1945—) исп. José Daniel Ortega Saavedra | 10 января 2022 | 2016           | Сандинистский фронт национального освобождения |               | президент республики исп. Presidente de la República                                                                    | [ 3 ] [ 223 ]   |
| 48 (II—IV) | 10 января 2022 | Хосе Даниэль Ортега Сааведра (1945—) исп. José Daniel Ortega Saavedra | 30 января 2025 | 2021           | Сандинистский фронт национального освобождения |               | президент республики исп. Presidente de la República                                                                    | [ 3 ] [ 223 ]   |

## Сопрезиденты (с 2025)
30 января 2025 года в Никарагуа была проведена конституционная реформа, по которой в стране была установлена президентская диархия, сопрезидентами стали сохранивший президентский пост Даниэль Ортега и занимавшая пост вице-президента его супруга Росарио Мурильо.
|        | Портрет | Имя (годы жизни)                                                           | Полномочия     | Полномочия  | Партия                                         | Выборы        | Должность                                                   | Пр.           |
| Начало | Портрет | Имя (годы жизни)                                                           | Окончание      |             | Партия                                         | Выборы        | Должность                                                   | Пр.           |
| ------ | ------- | -------------------------------------------------------------------------- | -------------- | ----------- | ---------------------------------------------- | ------------- | ----------------------------------------------------------- | ------------- |
| 48 (V) |         | Хосе Даниэль Ортега Сааведра (1945—) исп. José Daniel Ortega Saavedra      | 30 января 2025 | действующие | Сандинистский фронт национального освобождения | [ комм. 187 ] | сопрезиденты республики исп. Co-presidentes de la República | [ 3 ] [ 223 ] |
| 48 (V) |         | Росарио Мария Мурильо Самбрана (1951—) исп. Rosario María Murillo Zambrana | 30 января 2025 | действующие | Сандинистский фронт национального освобождения | [ комм. 187 ] | сопрезиденты республики исп. Co-presidentes de la República | [ 230 ]       |